# Brando (Haute-Corse)
Pour les articles homonymes, voir Brando.
Brando est une commune française située dans la circonscription départementale de la Haute-Corse et le territoire de la collectivité de Corse. Elle appartient à l'ancienne piève de Brando dont elle était le chef-lieu, dans le Cap Corse.

## Géographie

### Situation
Brando est une commune située sur la côte est du Cap Corse, à 8 km au nord de Bastia. Autrefois, la communauté de Brando était un fief des De Gentile ; elle se situe dans l'ancienne pieve de Brando.

### Géologie et relief

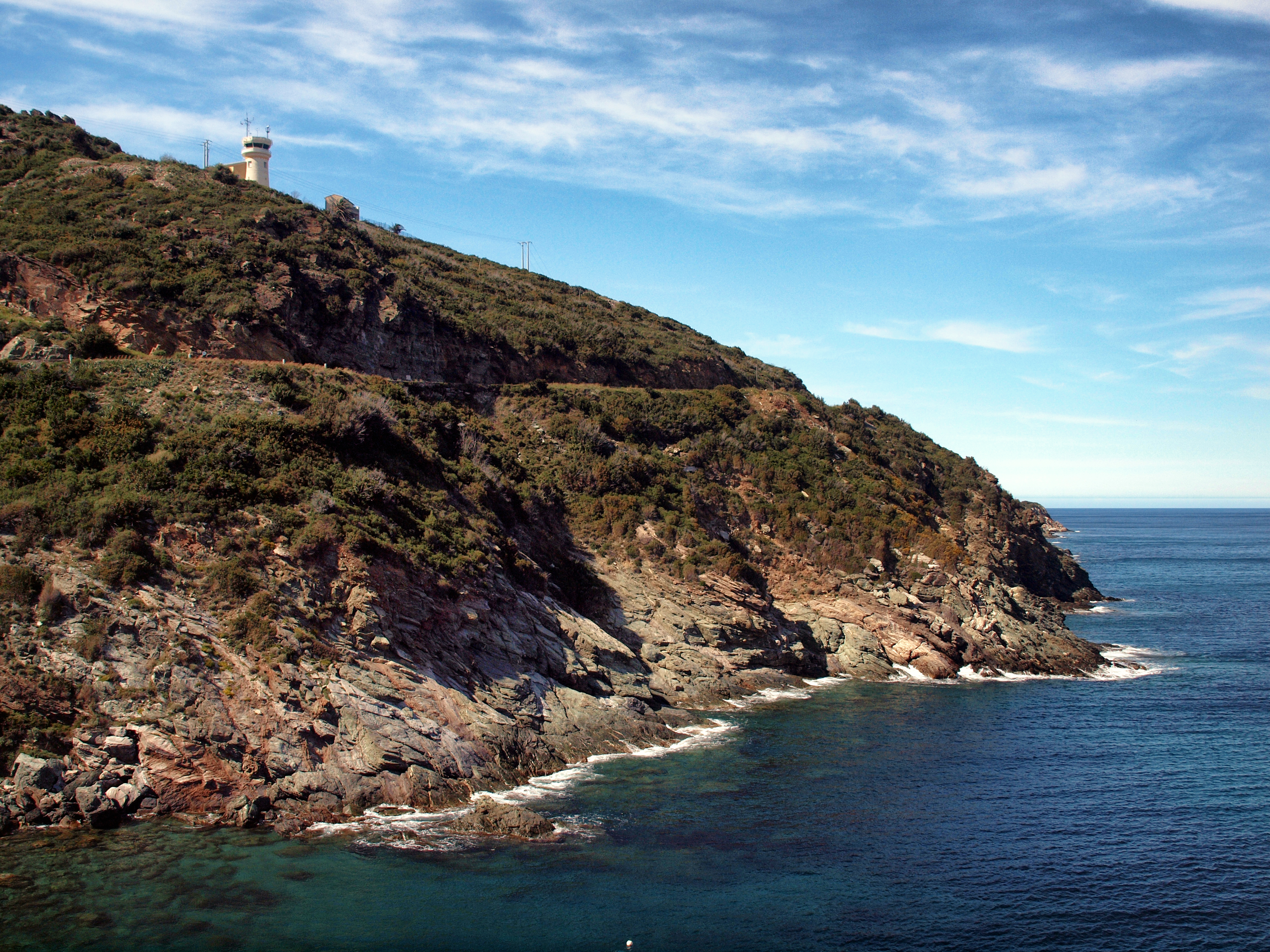
Le Sémaphore de Capo Sagro.

Le Cap Corse est un bloc de schistes lustrés édifié au tertiaire lors de la surrection du massif des Alpes sur un socle hercynien de la fin de l'ère primaire. Chaque vallée est comme une alvéole, (petite vallée) aux bords raides, ouverte sur la mer mais fermée vers l'amont car adossé à la chaîne axiale dont les principaux sommets sont Cima di e Follicie / L'Albucciu (1 324 m), le Monte Stello (1 306 m), et le Monte Capra (1 206 m).
La commune de Brando occupe l'une de ces « alvéoles ». Depuis la Serra, la chaîne dorsale du Cap Corse à l'ouest, son territoire s'étale jusqu'à la mer Tyrrhénienne à l'est, en amphithéâtre entre deux lignes de crêtes.
Limites territoriales
Les limites de son territoire peuvent se définir ainsi :
- au nord, par un tracé quasi rectiligne partant de la bocca di Catele (1 112 m), passant au nord d'une ligne de crête comportant Stagnilli (957 m), la punta Chiatra (846 m), la cima di Guaita (778 m) jusqu'à un point à 690 m d'altitude, déclinant ensuite jusqu'à la mer en passant par la fontaine de Liscione et le sémaphore de Capo Sagro ;
- à l'est, depuis un point de côte situé à l'est du sémaphore, jusqu'à un autre point situé à 400 m au sud de Lavasina, par la côte comprenant les points remarquables que sont le cap Sagro et Erbalonga. La côte escarpée ne s'adoucit qu'au niveau des marines de Lavasina et Erbalonga ;
- au sud, depuis le sud de Lavasina, par une ligne de crête remontant rapidement en direction de l'arête axiale du Cap, passant par le pylône dominant la mer, la Cima di Muracellu, le monte Niellu (1 032 m) ;
- à l'ouest, c'est une portion de 2 km (distance orthodromique) de l'arête axiale comprenant le Monte Stello (1 306 m), deuxième sommet du Cap Corse.

Les lignes de crête séparent la commune de ses voisines Sisco au nord, Olcani et Olmeta-du-Cap à l'ouest, et Santa-Maria-di-Lota au sud.
Deux vallées, celles des ruisseaux précités, le Traghietto et le ruisseau d'Arega, sont séparées par un petit chaînon montagneux comportant le Monte a Poni (991 m) et le Monte Grobia (1 028 m). Ces sommets forment ensemble un gros bloc de serpentines renfermant du pyroxène, minerai riche en fer donnant à la roche sa couleur rouille.

### Hydrographie
Le réseau hydrographique est composé de capricieux torrents avec leurs lits asséchés au mois d'Août dans la partie inférieure de leurs cours, mais très volumineux par les pluies abondantes en l'hiver et au printemps. Le régime torrentiel de ces petits fleuves et l'absence d'un indispensable manteau forestier régulateur, occasionnent parfois des crues catastrophiques, heureusement limitées à une vallée.
Les deux principaux cours d'eau sont : 
- au nord : le Traghietto (fiume Traghjettu)[1], long de 4,9 km, qui naît sous le Monte Stello avec le nom ruisseau de Rinella, et se jette à la mer au nord d'Erbalunga ;
- au sud : le ruisseau d'Arega (fium' Arega o di A Vasina)[2], long de 5,3 km, qui a sa source à 1 025 m sous la Bocca di Santa Maria et a son embouchure au hameau de Lavasina.

D'autres petits cours d'eau naissent sur les flancs des crêtes environnantes. Du Nord au Sud, ils sont : 
- Le ruisseau de Sfundarone (fiume di Sfundarone)[3],
- Le ruisseau de Macchia Malo (fiume Strigario)[4],
- Le ruisseau de Casella (fiume di Casella)[5],
- Le Guadelaccio (fiume Guadelacciu)[6],
- Le ruisseau de Campica (fiume di Campica)[Note 2].

Panorama d'Erbalonga depuis la route corniche D 54.

### Climat et végétation
La commune bénéficie d'un climat méditerranéen maritime aux écarts thermiques modérés. Sous les hauteurs aux roches apparentes et dénudées, elle présente un tapis végétal constitué majoritairement d'un maquis méditerranéen ras. Le manteau forestier est faible du fait d'anciens grands incendies, mais aussi de la déforestation et de la mise en culture des terres jusqu'au début du siècle dernier. Il s'agit de bosquets de chênes verts dans lesquels se trouvent quelques chênes lièges. Plus bas, le couvert végétal verdoyant, prend vite des teintes chaudes en période estivale, propice à de forts risques d'incendies. Dans les vallons, les étendues non-bâties sont généralement sauvages et couvertes d'un maquis épais et haut dominant.
Jusqu'au début du XXe siècle, étaient exploités sur le littoral la vigne, les oliviers et les vergers, et sur les hauteurs plusieurs hectares de châtaigniers.

### Voies de communication et transports

#### Accès routiers
La commune est traversée par la route littorale D 80 qui relie Santa-Maria-di-Lota au sud et Sisco au nord. De plus, la route panoramique en corniche D 54, qui part du hameau de Lavasina, dessert tous les hameaux de crête (Purettu, Pozzu, Silgaghja, Castello et Mausoleo) avant de rejoindre Erbalunga.
La route D 254 permet de rejoindre Silgaggia situé à moins d'un kilomètre de l'intersection des routes D 54/D 254.

#### Transports
Commune proche de Bastia, Brando est desservie par une ligne d'autocars de la "Société des Autobus Bastiais" toutes les demi-heures en semaine et toutes les heures le dimanche. Lavasina, hameau méridional de la commune, traversé par la route D 80, est distante de 7 km du centre de Bastia, ville dotée d'un port de commerce, d'une gare des CFC (gare de Bastia à 7,5 km) et de 28 km de l'aéroport de Bastia-Poretta.

## Urbanisme

### Typologie
Au 1er janvier 2024, Brando est catégorisée bourg rural, selon la nouvelle grille communale de densité à sept niveaux définie par l'Insee en 2022.
Elle appartient à l'unité urbaine de Bastia, une agglomération intra-départementale regroupant sept  communes, dont elle est une commune de la banlieue,,. Par ailleurs la commune fait partie de l'aire d'attraction de Bastia, dont elle est une commune de la couronne,. Cette aire, qui regroupe 93 communes, est catégorisée dans les aires de 50 000 à moins de 200 000 habitants,.
La commune, bordée par la mer Méditerranée, est également une commune littorale au sens de la loi du 3 janvier 1986, dite loi littoral. Des dispositions spécifiques d’urbanisme s’y appliquent dès lors afin de préserver les espaces naturels, les sites, les paysages et l’équilibre écologique du littoral, tel le principe d'inconstructibilité, en dehors des espaces urbanisés, sur la bande littorale des 100 mètres, ou plus si le plan local d’urbanisme le prévoit.

### Occupation des sols
L'occupation des sols de la commune, telle qu'elle ressort de la base de données européenne d’occupation biophysique des sols Corine Land Cover (CLC), est marquée par l'importance des forêts et milieux semi-naturels (85,9 % en 2018), néanmoins en diminution par rapport à 1990 (94 %). La répartition détaillée en 2018 est la suivante : 
milieux à végétation arbustive et/ou herbacée (64,4 %), espaces ouverts, sans ou avec peu de végétation (19,2 %), zones urbanisées (6,2 %), zones agricoles hétérogènes (4,4 %), forêts (2,3 %), prairies (1,5 %), mines, décharges et chantiers (1,4 %), eaux maritimes (0,5 %). L'évolution de l’occupation des sols de la commune et de ses infrastructures peut être observée sur les différentes représentations cartographiques du territoire : la carte de Cassini (XVIIIe siècle), la carte d'état-major (1820-1866) et les cartes ou photos aériennes de l'IGN pour la période actuelle (1950 à aujourd'hui).

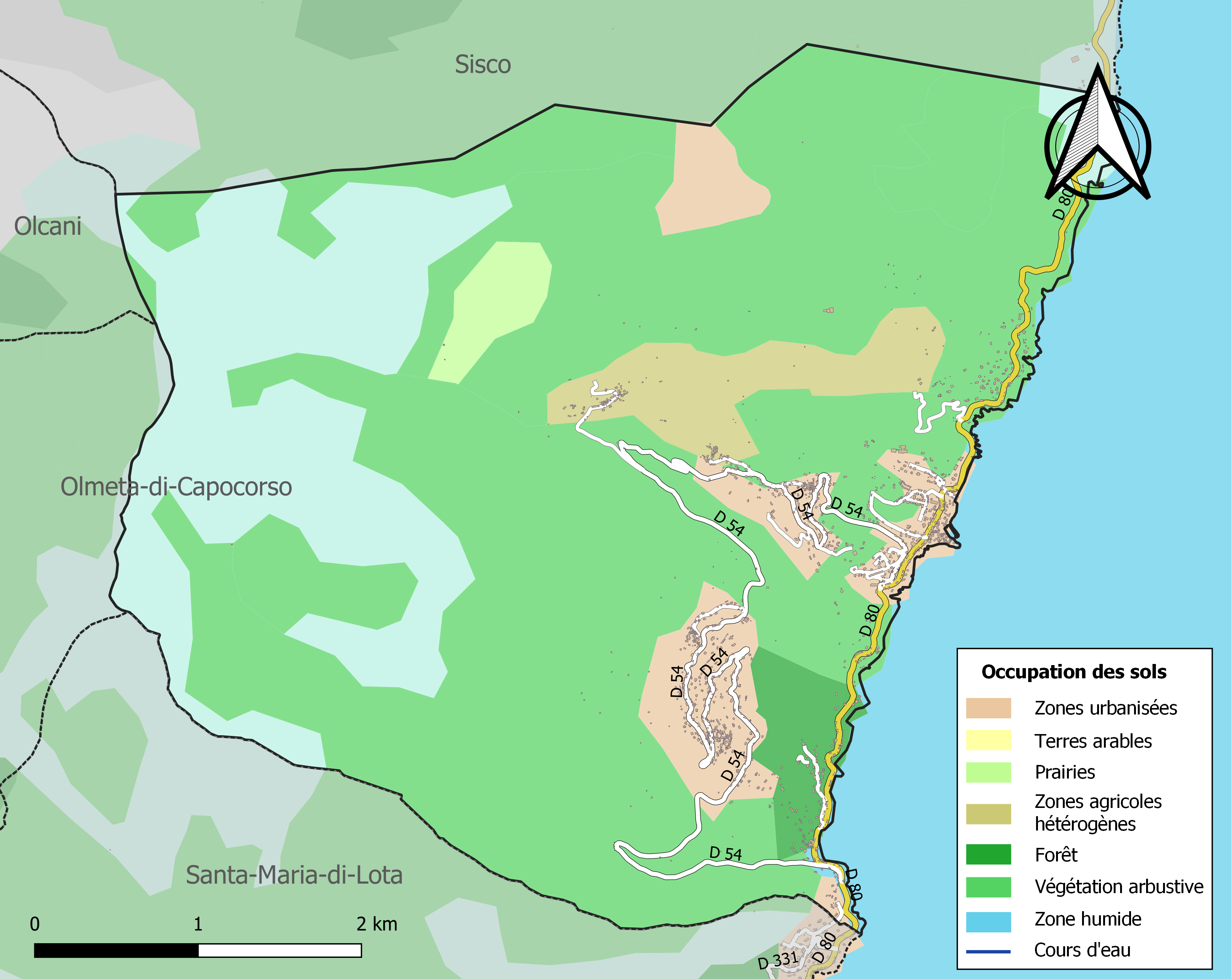
Carte des infrastructures et de l'occupation des sols de la commune en 2018 (CLC).

### Erbalonga
Erbalonga est un village ancien de caractère, remarquable par sa tour génoise ruinée, construite au XVIe siècle sur un rocher en avancé sur la mer avec l'entrée de son petit port situé derrière, classée aux Monuments Historiques. Il a été habité dès le XVIe siècle avec son château féodal. Erbalonga et ses environs immédiats formaient un fief créé en 1438 à la mort de Mathieu De Gentile.
Erbalonga est aujourd'hui une Marine agréable dans un site remarquable. Le village est formé des quartiers de Poggiolo et de Curcianella au sud. Au nord sont les quartiers de Foce et de Sicolu. Les quartiers du vieil Erbalonga portent les noms de Calellu, Torre, Cima, Trave, Scalu, Casanova, Piandifora et Concia. Des maisons anciennes ont été construites autour de la Marine d'Erbalonga, et un petit port de pêche qui fut un des principaux ports de l'île du XIIe siècle au XVIIIe siècle.
À l'entrée de la Marine se dresse la tour Gênoise d'Erbalonga, reconstruite à la fin du XVIe siècle, partiellement ruinée.
Le village est devenu au fil du temps un repaire chic où artistes et notables ont élu domicile.
On y trouve l'école, la mairie ainsi que la plupart des commerces de Brando. L'église Saint-Érasme (saint patron des marins) du XVIIe siècle s'orne d'une façade baroque. La Marine abrite également la chapelle du cimetière Madona del Carmine.

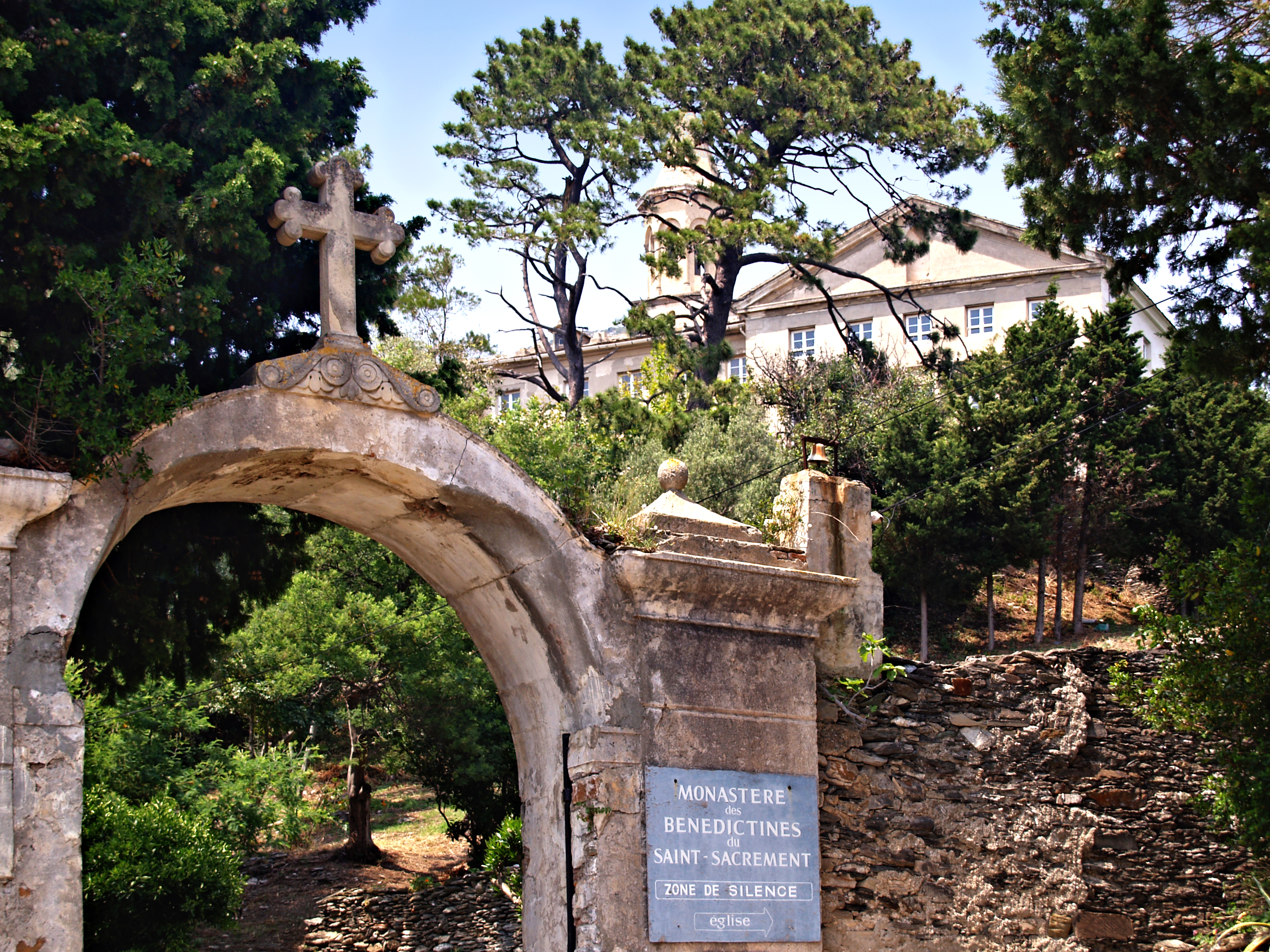
L'Entrée du monastère du village.
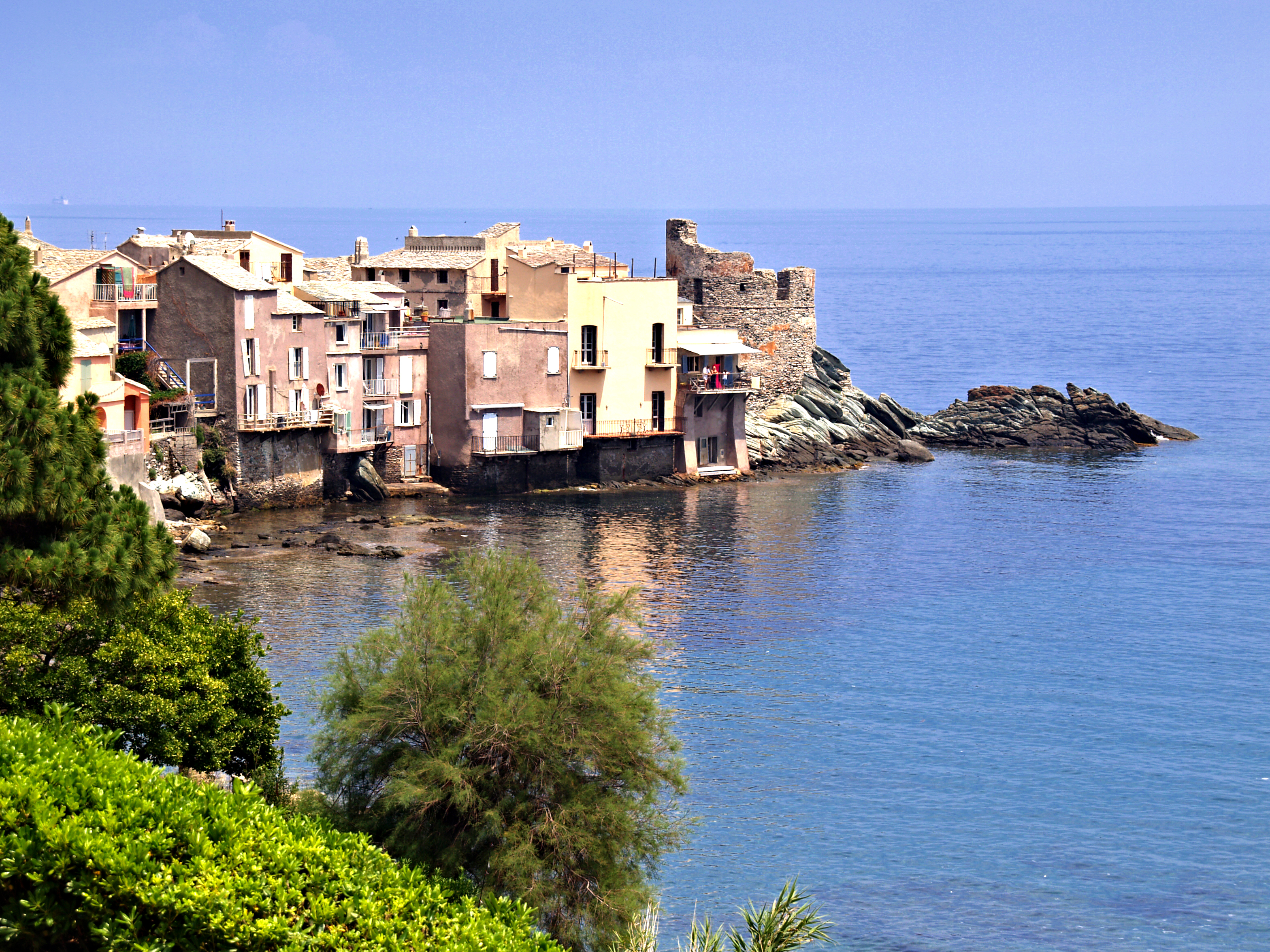
La Marine d'Erbalonga et sa tour Gênoise.
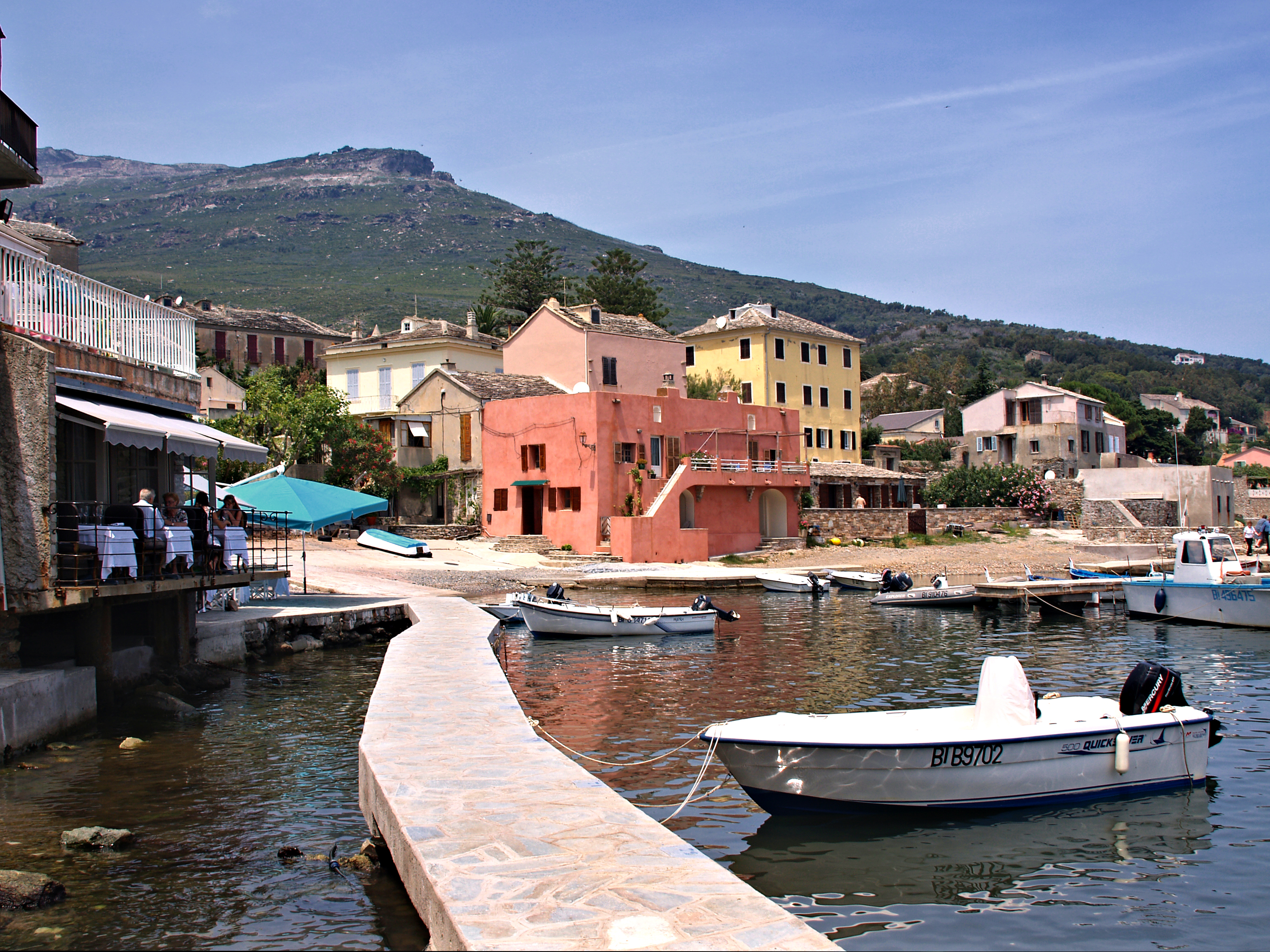
Le port et la terrasse d'un restaurant.
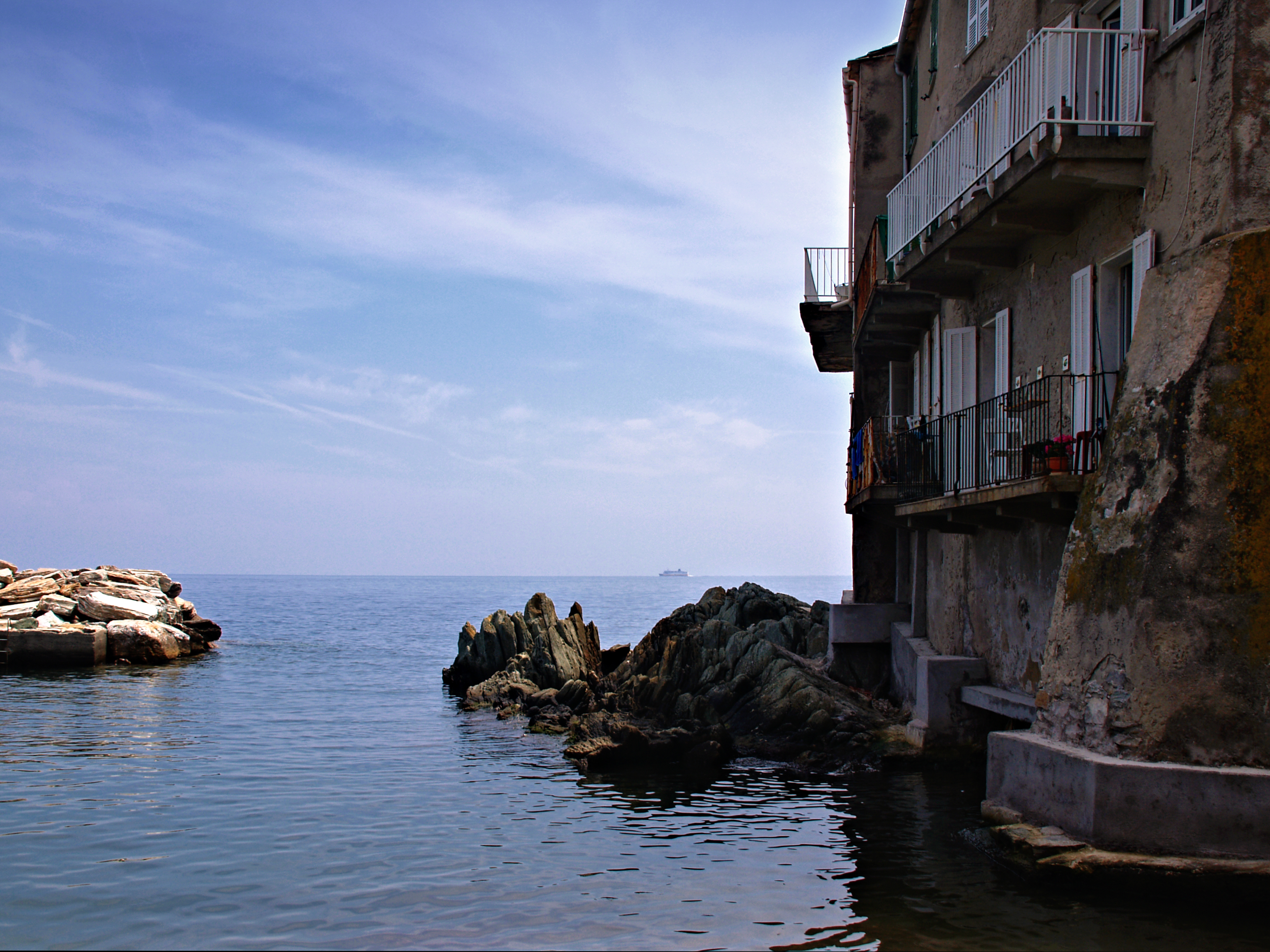
La passe du port.
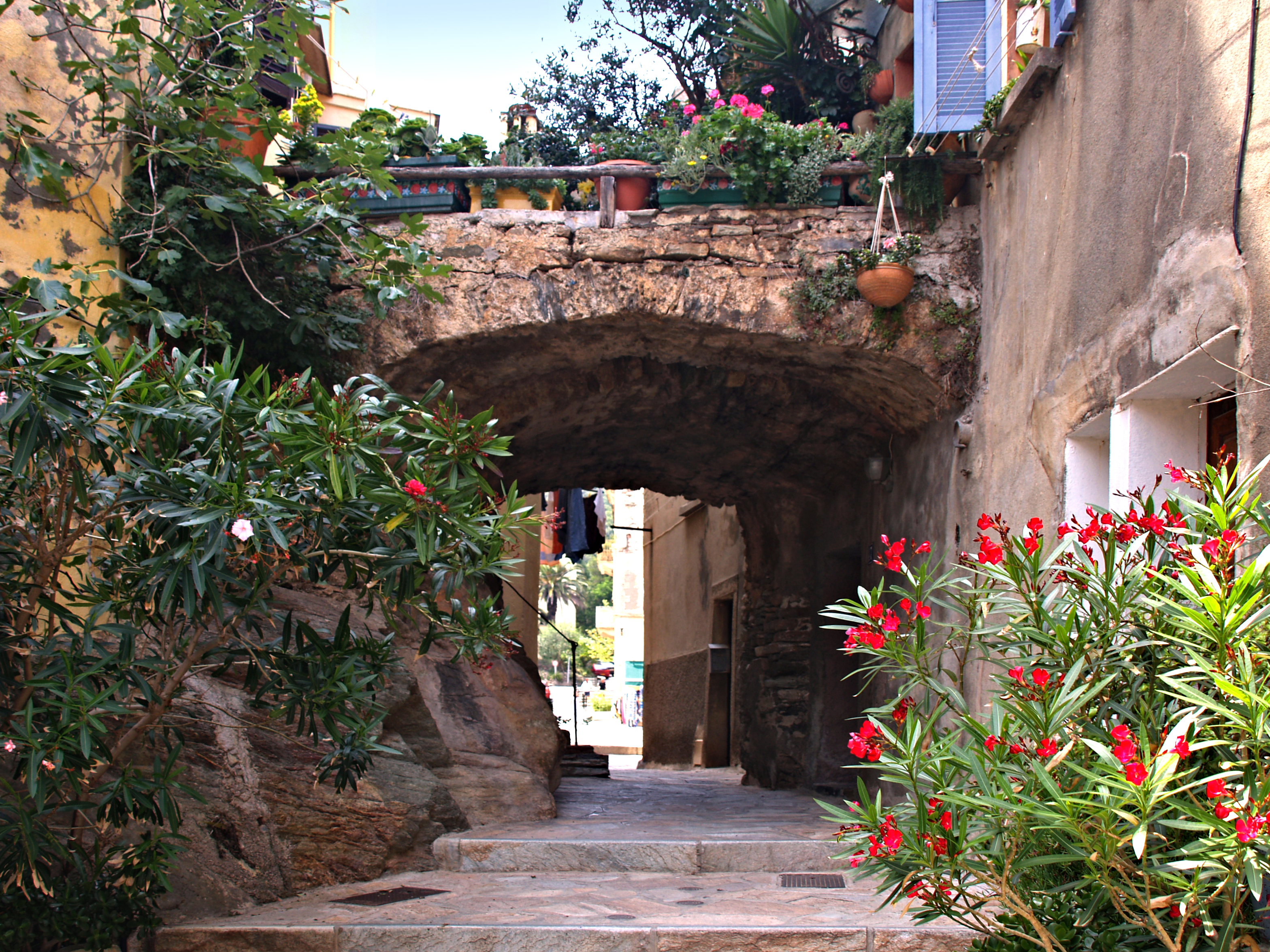
Une ruelle de Torre.
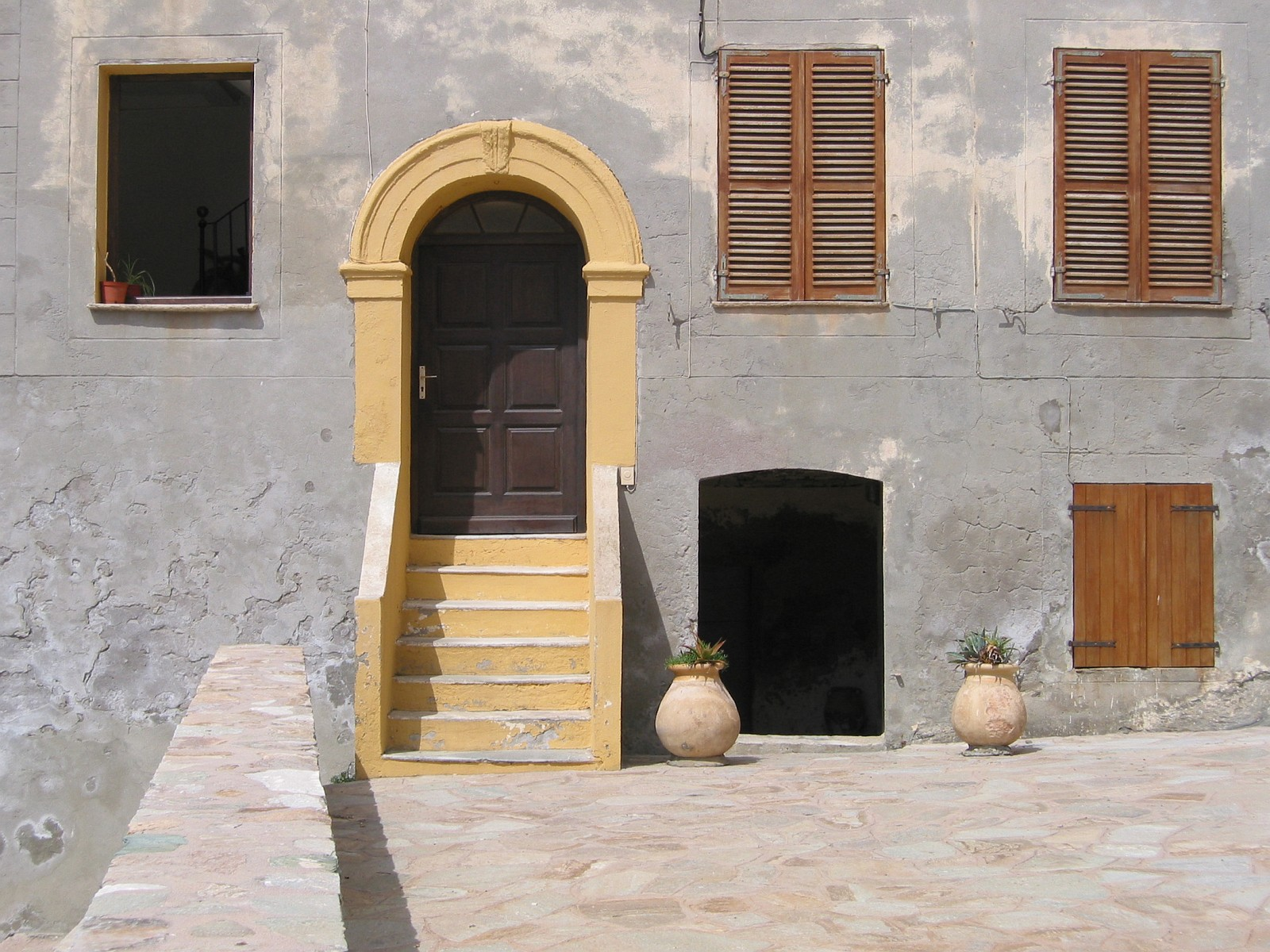
Entrée et Porte restaurée donnant sur la cour d'une ancienne maison.
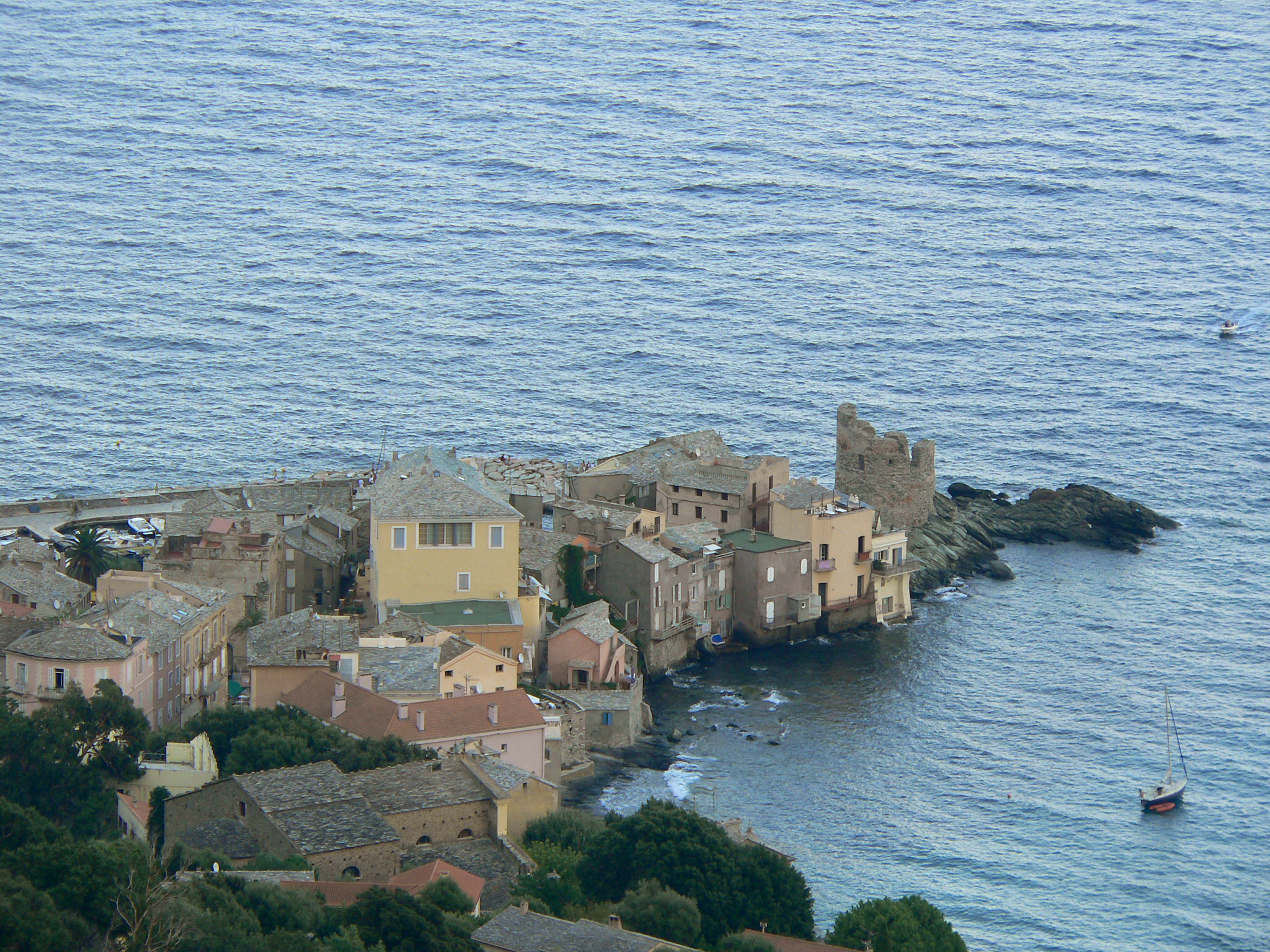
Marine d'Erbalonga vue depuis la colline avec le port juste derrière les maisons.

Au Nord d'Erbalonga, dans le quartier de Cintolinu se trouve le monastère des bénédictines de l'Adoration perpétuelle du Très Saint Sacrement, datant de 1862, avec une église dédiée au Cœur Eucharistique de Jésus. C'était autrefois un pensionnat de jeunes filles.
Plus au Nord d'Erbalonga, sur une éminence (201 m) au sud de la tour ruinée de Sagro, la forteresse historique de Tesoro (dite parfois Tresoro) dresse ses murs d'enceinte et ses longues lignes de pierres.

### Mausoleu
À Mausoleu, à 1 km environ en amont d'Erbalonga, se dresse la chapelle Santa Catalina (Sainte-Catherine en français).
Tout au nord du littoral communal, au lieu-dit Sacro, à la latitude du cap du même nom et à 2 km au nord d'Erbalonga, subsistent les restes d'une ancienne tour génoise.
À l'ouest de Mausoleu, au hameau de Pozzachi, se dressent encore les vestiges du couvent San Francescu (Saint-François en français) qui avait été fondé en 1474 par les seigneurs de Brando qui y avaient leurs sépultures.
Infrastructures et aménagements
Plusieurs réservoirs d'eau potable ont été mis en place sur la commune, à Silgaghja, à Castello, à Pozzo (2), à Erbalunga (2) et à Friscolacciu, pour répondre aux besoins importants durant la période estivale.

### Castello

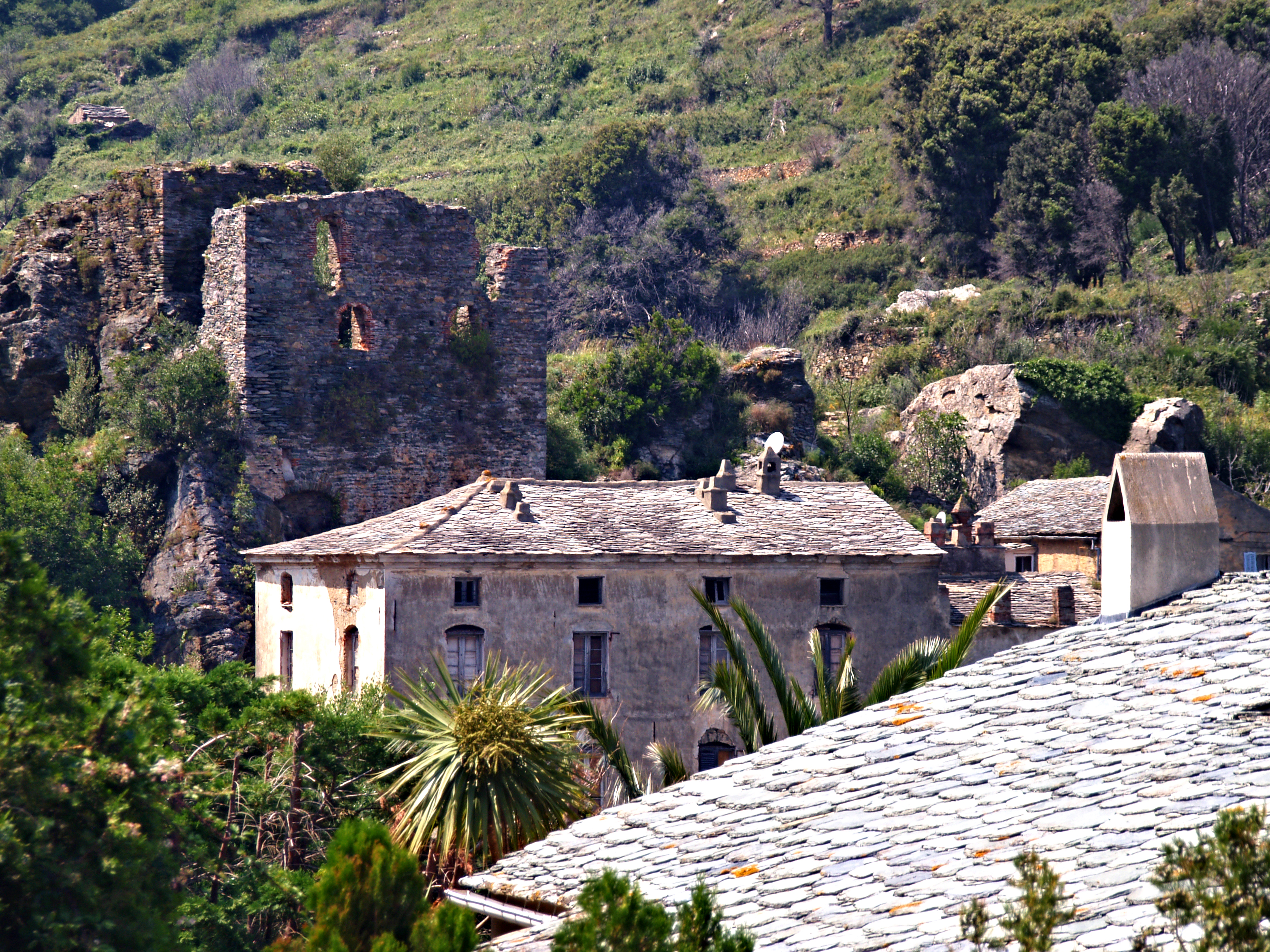
Ruines du fort de Brando.

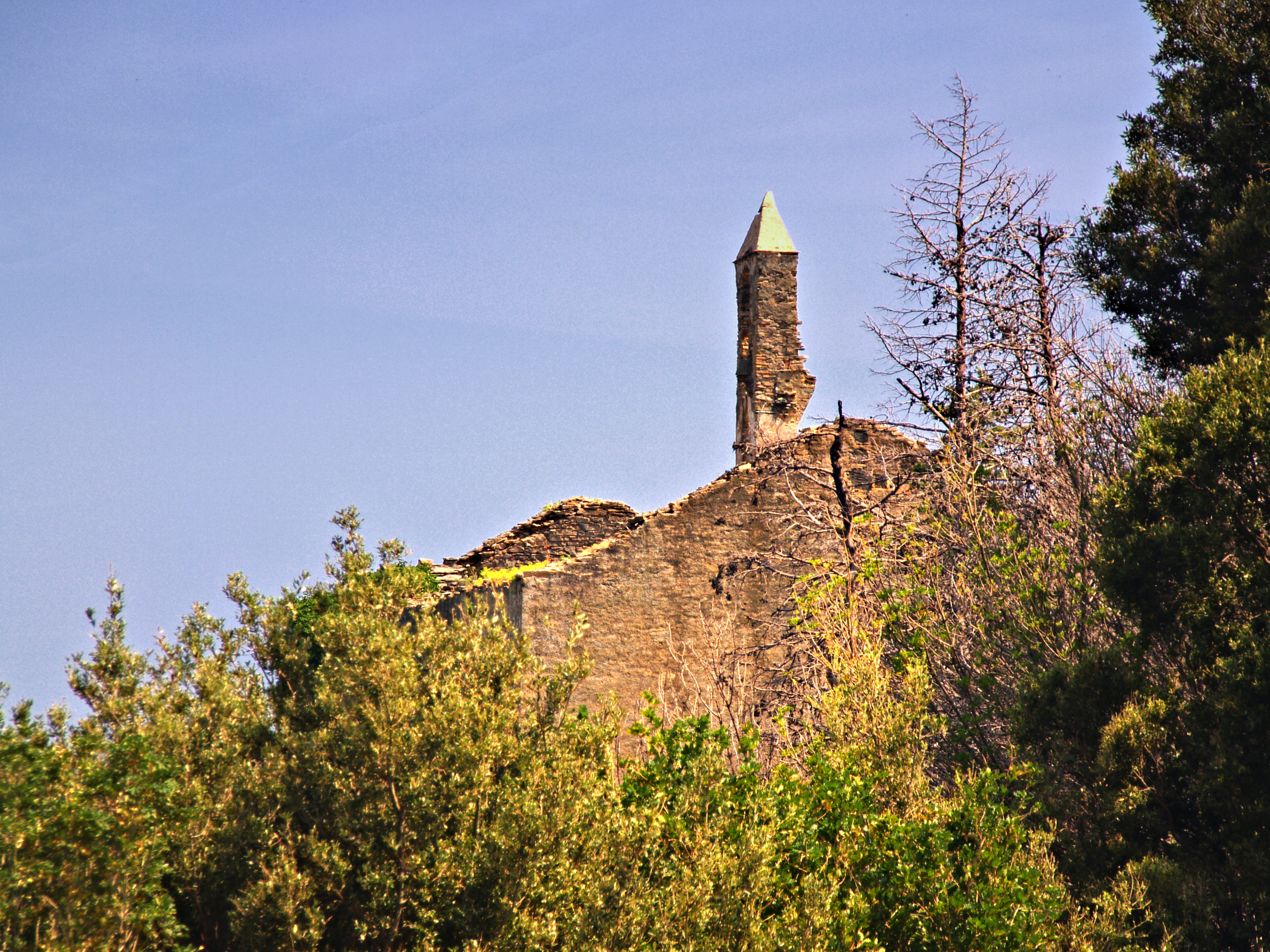
Ruines de l'ancien couvent San Francescu à Castello.

Castello doit son nom à la place forte qui constituait son centre au Moyen Âge. Hameau d'origine de Brando, portant le nom de lo Castello (dénomination italienne), Castello compte aujourd'hui de nombreuses ruines. La chapelle Santa Maria delle Nevi (Notre-Dame des Neiges en français) date du IXe ou Xe siècle. Elle abrite un linteau sculpté et des fresques de 1386. L'architecture sacrée compte encore la chapelle Sant' Antone (Saint-Antoine en français) et le couvent de San Francescu, au sud-est, aujourd'hui en ruines.
Village médiéval, il est décrit par les noms de ses 4 quartiers : Chialza (venant d'un mot arabe signifiant mûrier), Ripa (du latin voulant dire « en bord de falaise », Cascata (cascade) et Forte (où sont les ruines du Fort de Brando). Au XIIe siècle Forte est la citadelle des seigneurs Avogari. Au XIVe siècle, Gênes forma le fief voisin d'Erbalonga. Pendant plus d'un siècle les deux fiefs se livrèrent une guerre acharnée. Détruit, le château de Castellu-Brando sera relevé par les Français en 1558.
Au Nord de Castello, les ruines de trois villages : 
- Fundali (du latin fundus, « en bas d'une pente ») abandonné au XVIIe siècle, d'où l'on voit le village de Castello perché sur une falaise de 60 mètres et la cascade du ruisseau Traghietto (ou fiume Traiéttu) ;
- Grotta (du grec kruptê « souterrain ») avec ruines d'un castellu-vecchiu (du Xe siècle).
- Serboggiu (dit parfois Sulpoggiu), hameau situé sous une colline et abandonné au XVIIIe siècle, entre Castello et Silgaghja.

Au Sud-Est de Castello, au lieu-dit Parocchia se dressent trois édifices religieux, propriétés de la commune, classées Monuments historiques :
- l'église Santa Maria Assunta (Sainte-Marie-de-l'Assomption en français) ; la chapelle Pisane (partie de mur au sud de la nef de la chapelle supportant des fresques représentant Sainte-Catherine et un Christ monumental) attenant à l'église, du XIVe siècle ;
- la chapelle Santa Maria di e Nevi (Notre-Dame-des-Neiges en français). Cette dernière, de style roman présente des linteaux sculptés, des fresques du XIVe siècle ainsi qu'un retable du XVIe siècle ;
- la chapelle de confrérie Sainte-Croix.

### Silgaghja

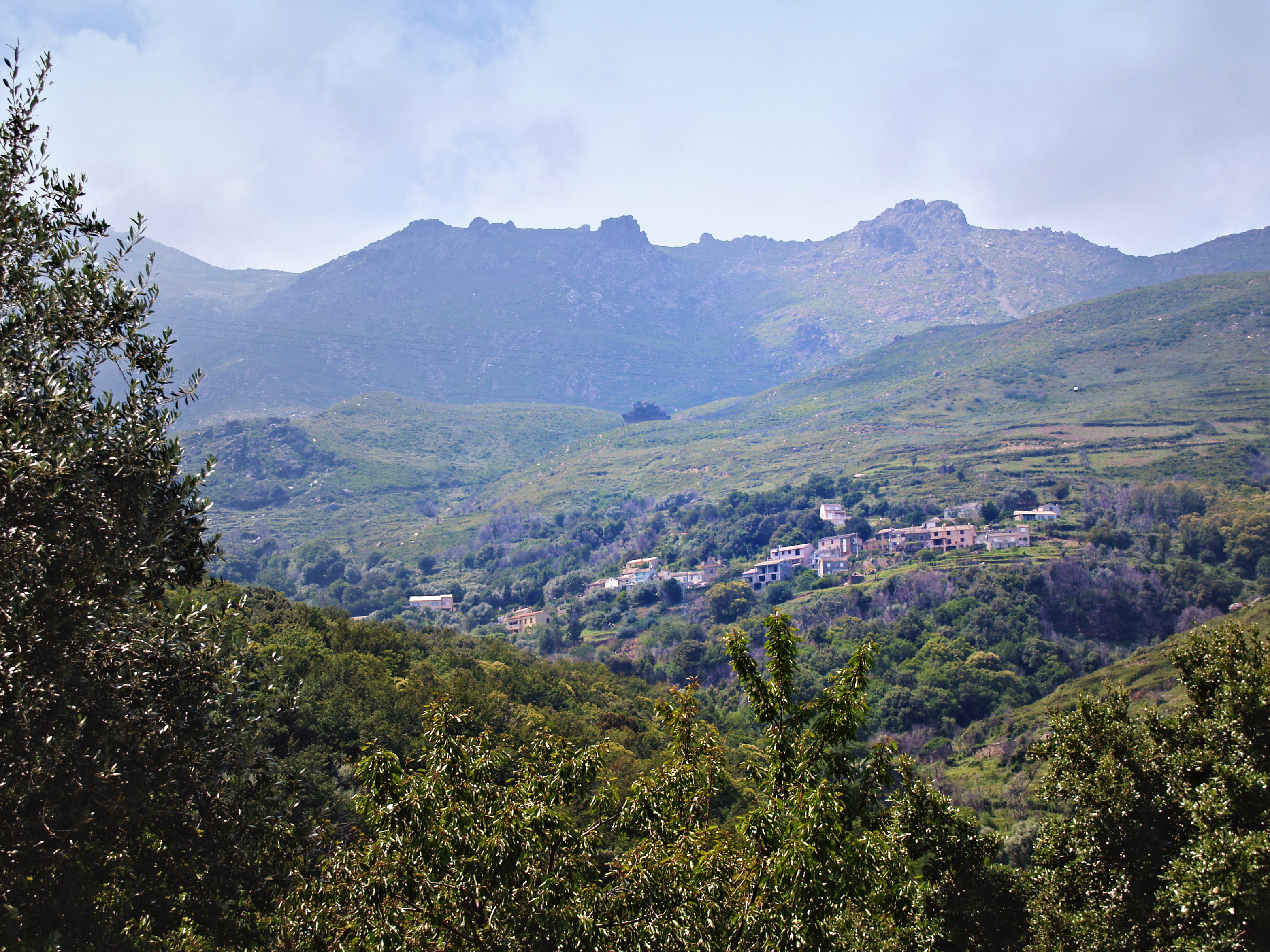
Hameau de Silgaggia.

Silgaghja est le hameau de Brando situé le plus à l'ouest sur le flanc montagneux, donc le plus en altitude. Il était autrefois appelé Salicagia qui signifie « saulaie ». Le village est composé de deux quartiers, Casale à l'est et Santa Lucia à l'ouest. Dans ce cul-de-sac, se situe la chapelle Santa Lucia et plusieurs vieilles maisons d'époque rappelant son passé de communauté moyenâgeuse. Devant l'une d'elles, une marche d'escalier de pierre porte la date de 1419. Le village surplombe Castello, Mausoleo et Erbalunga.
Au Sud du village sont les ruines du village de Prunetu (parfois appelé Purnetu) ruiné au XVIIIe siècle.

### Pozzo

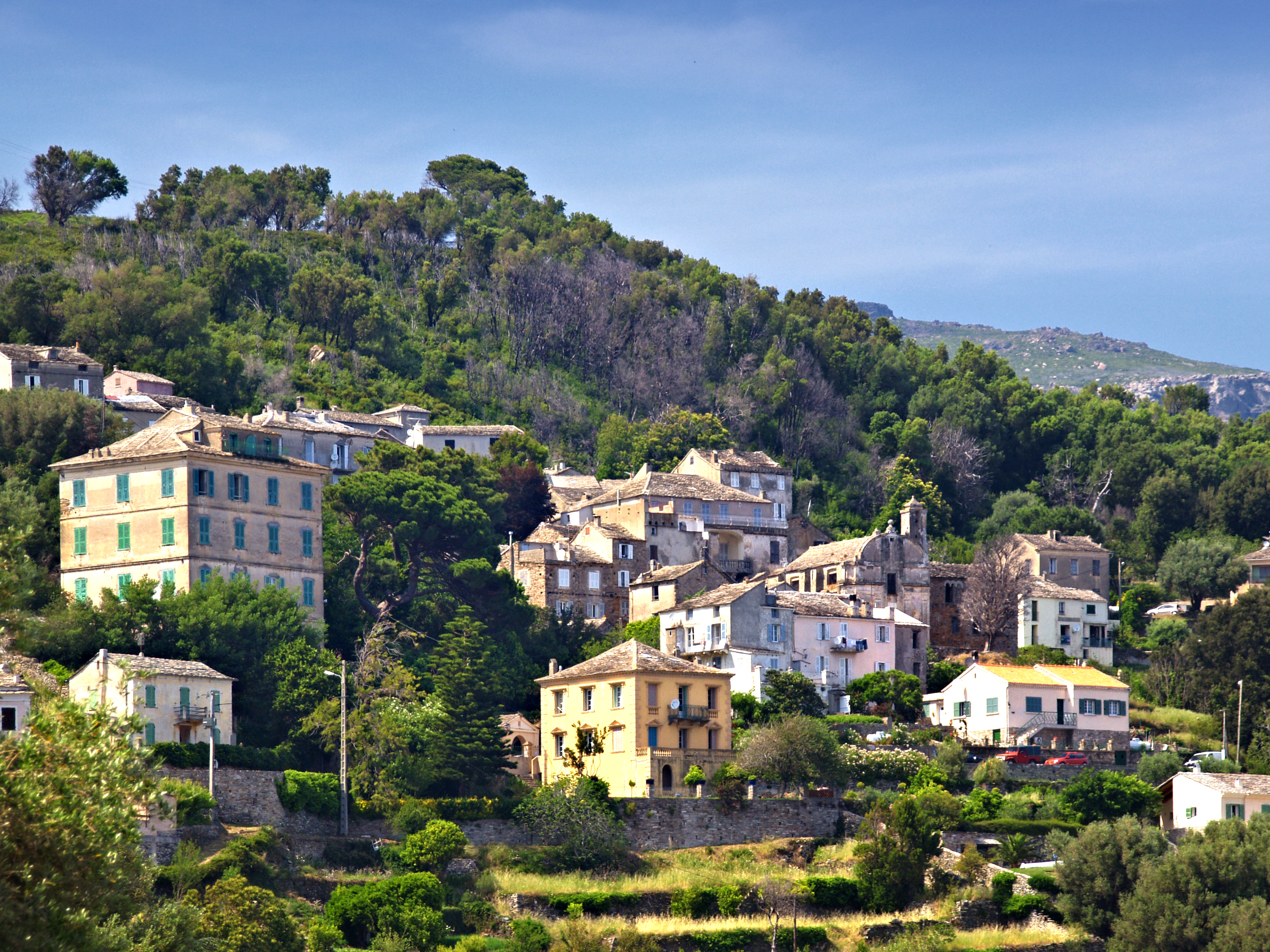
Hameau de Pozzu et le Palazzu Angeli

Pozzo (Pozzu en corse) est un village médiéval aux quartiers nommés Campu all'Aja, Funtana, Morella, Piazza di Supra, Santa Catarina, San Giuvanni et Verdaccia. Il abrite les chapelles San Ghiseppu (Saint-Joseph), sur la route au nord, et San Giovanni-Battista (Saint-Jean-Baptiste), chapelle privée aujourd'hui désaffectée. 
Le Palazzu Angeli domine l’entrée du hameau. Il est entouré de hauts murs de pierres sèches et possède un immense jardin dans lequel la végétation luxuriante. La bâtisse est composée de quatre étages dont les hautes et larges fenêtres donnent sur la mer Tyrrhénienne. 
La maison Ferdinandi, datant du XVe siècle, est classée monument historique. Le couvent de Capucins fut bâti au nord-est au XVIe siècle. Son église Saint-Barthélemy est aujourd'hui paroissiale.
Au Nord du village se situe la carrière de Torre, ouverte vers 1920 et fermée depuis 2014, produisant autrefois des marbres cipolins, des teghje (lauzes) pour les toits, et pierres de taille.

### Poretto
À Poretto (Purettu en corse) se trouvent l'église paroissiale de l'Annunziata (Annonciation) (fin du XVIIe siècle (?)) recelant un grand nombre d'œuvres remarquables classées, et la chapelle de confrérie Santa Croce (Sainte-Croix). À partir de la Casazza, une ruelle conduit aux ruines d'une ancienne tour de guet et à celles d'un ancien four au lieu-dit « Poggiola ». Ce four était remarquable par ses chambres multiples. Massive avec 7 m de diamètre et des murs d'une épaisseur d'un mètre à la base, la tour correspondait avec la tour d'Erbalonga et celle de Lavasina à l'aide de feux.
En novembre 1556, Altobello et son frère Raffaello De Gentile, coseigneurs de Brando et soutient du royaume de France, y résistent avec 7 soldats face à 300 Génois repoussés par Sampiero Corso. En 1764, les Génois brûlent le village avant de fuir devant Pascal Paoli.
Poretto est formé des quartiers de Casanova, Cippetu, Mezza Paesu, Perdullata, Quadraghione, Sottu Palazzu et Torre. Nombreuses sont les habitations aux toits couverts de robustes lauzes. Les terrasses de cultures sont aujourd'hui encore bien visibles dans le paysage.
Le hameau de Friscolaccio est situé au sud de Pozzo et au nord-ouest de Poretto. Son nom dérive du latin Ferricule qui signifie « parfumé de thym ».

### Lavasina
Bien qu'il puisse avoir été construit sur un site antique du littoral, le hameau actuel de Lavasina date du XIXe siècle. Il s'appelait A Vasina (La Vasina). De cette époque, à l'exception du clocher en mortier de ciment de facture moderne, datent le couvent de franciscains et l'église Notre-Dame-des-Grâces situés sur le littoral, à 7 km au nord de Bastia. Jusqu'au milieu du siècle dernier, une tour de défense médiévale se dressait sur le rocher de Castellacciu.
Pour l'historien Xavier Poli et selon Ptolémée, Lavasina s'appelait jadis Blesinum. Cette antique bourgade existait déjà 5 siècles avant notre ère.
Au nord se trouvent les quartiers Pietriconi et Causardo.
Au centre de Lavasina, se dressent le couvent franciscain et le sanctuaire de Notre-Dame de Lavasina en bordure de la route D80. Santa Maria Natività (Notre-Dame de Lavasina) a remplacé au XVIIe siècle une chapelle Maddonna delle Gracie sur les fondations d'un antique sanctuaire religieux romain. L'édifice a été doté en fin du siècle dernier, d'un clocher en mortier de ciment surmonté d'une statue de la Vierge. Il est un important lieu de pèlerinage le (8 septembre).
La plage de Lavasina est l'une des plus belles du littoral de la commune.
Les quartiers Sud Crucicchiola et Butoju sont dominés par un gros rocher de prasinite d'origine volcanique, le rocher de « Castellacciu » ainsi nommé depuis le XIVe siècle car s'y trouvait le château de Pierre Avogari, seigneur de Brando. Existait déjà sur ce rocher depuis le XIIe siècle une tour qui fut transformée en un château protégé par trois enceintes dont une de 77 m au sud et à l'ouest de la tour carrée dominant une falaise.

Au XVIe siècle seule la tour carrée est encore utilisée. Nommée tour de Castellacciu puis Casa di a Contessa vers 1595 sous le règne de Brigidina De Gentile, elle sera enfin nommée tour de Lavasina. Cette tour a totalement disparu vers le milieu du XXe siècle.
Au nord de Lavasina en bordure de mer, sont les lieux-dits Campinca et Marmoraggia. À l'ouest de ce dernier se trouve la « Glacière de Brando ».

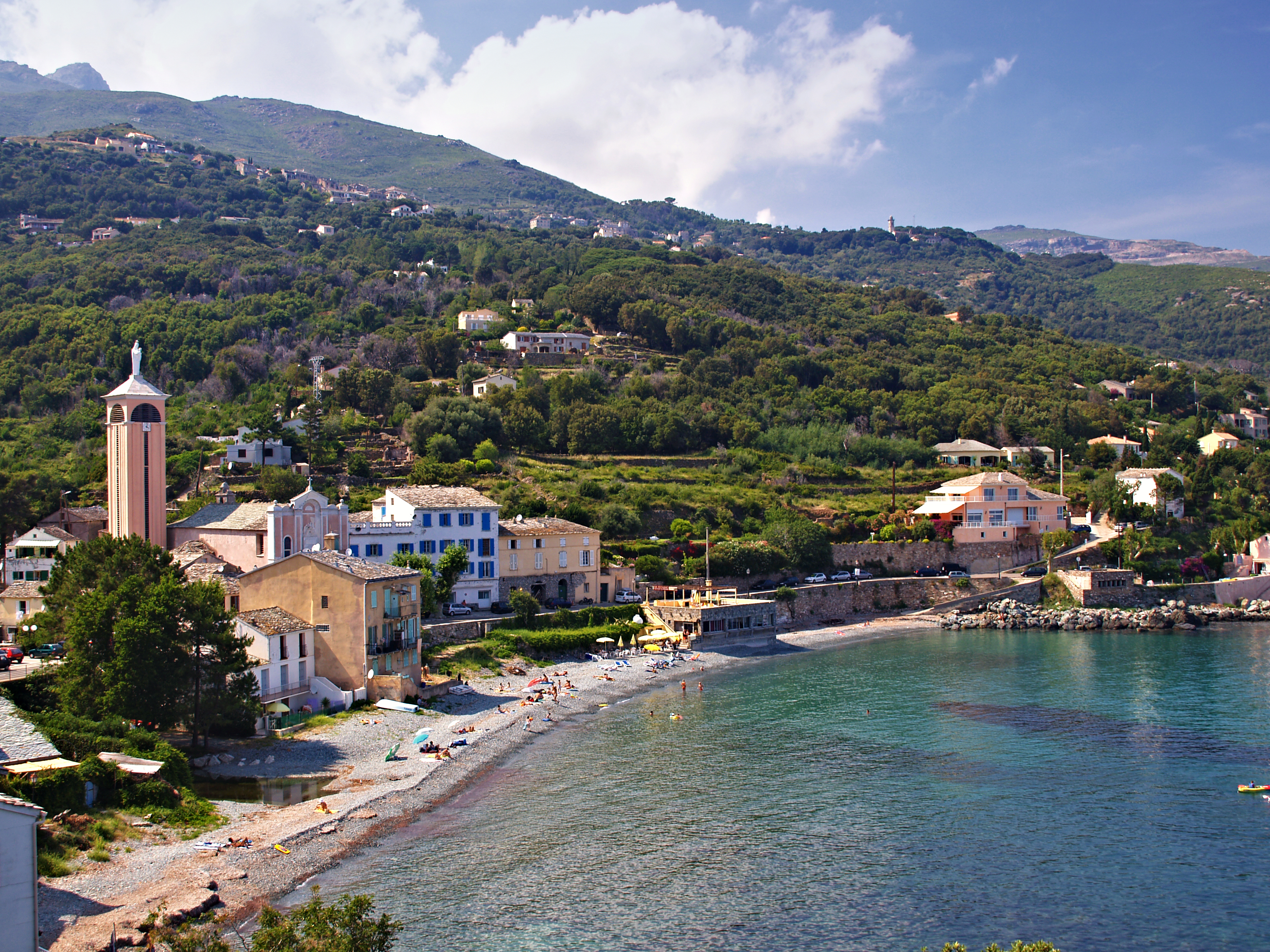
La Marine de Lavasina.
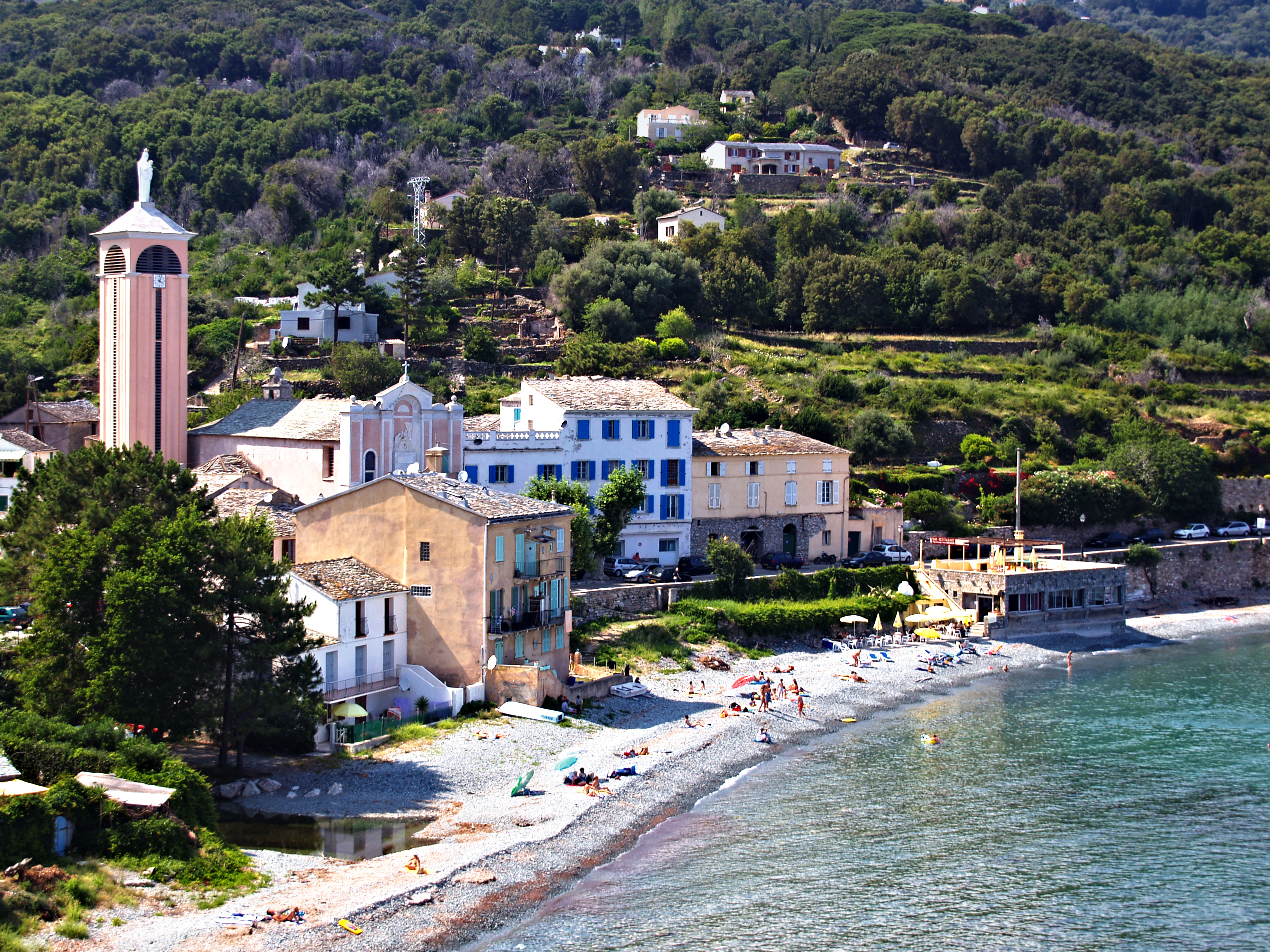
La Plage de Lavasina.
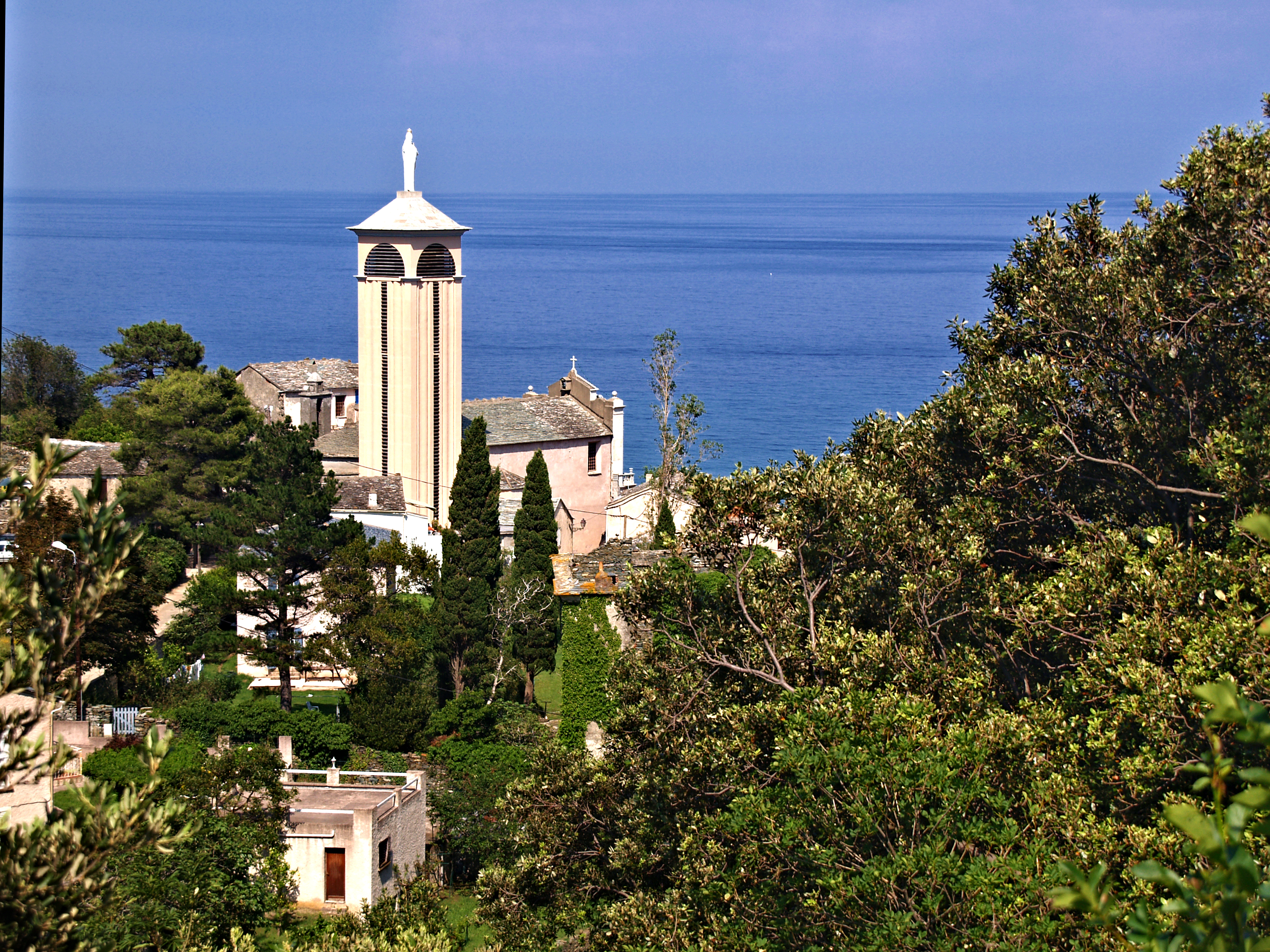
L'Eglise Santa Maria Natività et son clocher restauré.

## Toponymie
En corse, la commune se nomme Brandu. Ses habitants sont appelés les Brandinchi. En italien, la commune se nomme "Brando".

## Histoire

### Préhistoire
Le site de Brando est occupé depuis la préhistoire. En effet, on retrouve au lieu-dit Tesoru (ou Tresoro), au Nord-Est, les vestiges d'un castrum préhistorique, avec enceinte.
La fondation d'Erbalonga remonte également à l'époque de la préhistoire.

### Antiquité
Blesinum était une civitas limitée par la mer, parmi les trente-trois civitates ou cercles qui divisaient la Corse. Blesinon a pu devenir Biesinon. L'emploi du « V » à la place du « B » est consacré par mille exemples fournis par le dialecte corse. Viesinum est devenue Vasina,.
Le port devient ensuite phénicien puis romain. Le site de Capu Sacru aurait par ailleurs été cité par Ptolémée. Le développement de Brando commence donc sur le littoral. Mais à la chute de l'empire romain, la mer devient source de nombreuses attaques pirates sarrasines ou lombardes. Aussi, les habitants se replient-ils sur les hauteurs pour bâtir leurs villages plus à l'abri.

### Moyen Âge
- Au début du Moyen Âge, alors que la Corse est sous autorité du pape puis de la république de Pise, de puissants seigneurs se divisent le territoire du Cap Corse en fiefs.

Dans son ouvrage Pouvoirs et fortifications dans le nord de la Corse : du XIe au XIVe siècle, Daniel Istria écrit que les terres du Cap ne sont mentionnées dans la documentation notariale génoise qu'à partir du mois d'août 1179. À cette époque, les Avogari, les Pevere et les de Turca formaient à Gênes, avec les de Antioca et les Embroni, le parti de Curia. Il émet ensuite l'hypothèse suivante : « Un document de 1239, mentionnant l'envoi dans l'île, par Lanfranco Avogari, de vingt-cinq hommes bien armés, se fait l'écho de probables guerres seigneuriales que cet état de fait a dû engendrer. Un acte de vente daté de 1249, indique que les terres objet de la transaction et sises à l'extrémité nord du Cap, appartenaient jadis au marquis de Massa. Par conséquent, on ne peut écarter l'hypothèse que l'arrivée des familles génoises dans l'île soit consécutive à l'accord passé entre Guglielmo de Massa et la commune de Gênes en 1174. C'est d'ailleurs à ce moment qu'est également fondée la colonie de Bonifacio. »
- À la fin du XIe siècle la famille génoise des Avogari-Gentile se taille une seigneurie dans la moitié sud du Cap Corse, couvrant les communes actuelles de Brando, Olcani, Olmeta, Ogliastro et Nonza. Ils assurent ainsi une certaine sécurité à la population placée sous leur coupe. Le fief de Brando devient l'un des plus importants du Cap. Des châteaux fortifiés sont construits à Castello, à Erbalunga, ainsi que sur les hauts de Lavasina. Ce dernier, surnommé le « Castellacciu », marque la limite sud de la seigneurie de Brando.
- Au XIIe siècle le village se développe autour de ses places fortes et la population s’accroît. Les activités économiques reprennent (élevage caprin, viticulture, oléiculture, artisanat) et le commerce maritime avec l'Italie se développe, faisant d’Erbalunga, jusqu’au XVIe siècle le premier port de l'île. Tout au tout du XIIe siècle, la cathédrale de Mariana est construite avec des marbres provenant de Brando.
- 1258, Giannella Avogari rachète une part de seigneurie qu'il détenait en commun avec un autre personnage du lignage Avogari. Il se constitue ainsi une nouvelle seigneurie autour des pievi de Brando, Canari et Nonza.

Après la vente de leurs châteaux à Ansaldo da Mare, les anciennes familles génoises se retirent de l'île. Alors qu'Ansaldo et ses descendants dominent toute la moitié nord, les Avogari seuls à avoir fait exception, conservent leur réseau de fortifications dans la moitié sud du Cap, avec les châteaux de Brando, Canari, Nonza et Pietracorbara.
À la fin du XIIIe siècle début du XIVe siècle, les Avogari édifient la forteresse de Lavasina, sur le littoral oriental du Cap. D'autres châteaux sont construits à cette période par les Avogari et les Mari dans le Cap Corse. Ces nouveaux châteaux avaient pour fonction le contrôle des terres et de la population qui les exploite, mais aussi celui des mouillages et, d'une manière plus générale, des axes commerciaux soumis à la gabelle et autres péages. Existait à Brando un port aménagé dans l'abri naturel.
- 1284 - Bataille de la Meloria entre la république de Pise et la république de Gênes.
- 1376 - Au XIVe siècle les chefs des grandes seigneuries organisent la production et le commerce du vin. Les frères Jacopo et Pietro, fils de Bartholomei Avogari de Brando, reçoivent des Anciens l'autorisation d'aller vendre leurs marchandises à Pise.
- 1438 - Le fief de Brando se divise entre deux branches de la famille De Gentile : la seigneurie d'Erbalunga se sépare de celle de Brando. Il s'ensuit un conflit permanent entre les deux fiefs malgré la parenté des seigneurs. Erbalunga est le plus petit fief capcorsin, avec seulement 300 habitants.
- 1537 - Deux fustes[Note 7] turques et un brigantin d'Erbalunga se livrent combat au large de Capu Sacru. Les Cap-Corsins sont capturés[16].

#### Castello de Brando
Le castrum de Brando faisait partie du réseau de fortifications des Avogari. Il se situait entre le castellu de Petracorbara au nord et le castellu de Lavasina au sud, dans le village médiéval de Castello autrefois nommé Brando.
À Brando, le château des seigneurs Avogari fut construit au XIIe siècle sur un petit éperon, au cœur d'une vallée encaissée, relativement loin de la mer mais à une croisée de chemins. À environ 300 m de la fortification, à la même hauteur et de l'autre côté du vallon, se trouve la petite église piévane Santa Maria delle Nevi dont la construction pourrait remonter aux XIe et XIIe siècles. Le choix de l'emplacement du château paraît avoir été déterminé ici par la présence de l'église piévane, ou du moins par cette position privilégiée et centrale par rapport à la circonscription religieuse et administrative.
Le castellu de Brando avait une tour, structure souvent unique, la plus caractéristique et la plus spectaculaire de ces nouveaux châteaux. L'épaisseur de ses murs en pierre, le matériau de base, variait entre 1 m et 1,55 m.
Au XIVe siècle, Gênes forma le fief voisin d'Erbalunga qui entra en conflit avec les seigneurs Avogari établis dans la citadelle reconstruite de Forte. Pendant plus d'un siècle les deux fiefs se livrèrent une guerre acharnée, entraînant la destruction du castellu. Le château de Castello-Brando relevé par les Français en 1558, sera à nouveau détruit. Ses ruines sont encore visibles de nos jours, au quartier Forte.

#### Castello de Lavasina
En 1247, Alberto de Bagnaia exerçait le contrôle de la région qui englobe la basse vallée du Golo et toute la zone délimitée par le Golo, la mer, la crique de Lavasina et la chaîne montagneuse du Stello.
Castellacciu (qui signifie « petit château »), ainsi est appelé le gros rocher dominant Lavasina depuis le XIVe siècle, époque durant laquelle Pierre Avogari, seigneur de Brando transforma la tour qui s'y trouvait en un château. Celui-ci était le plus méridional du réseau de fortifications des Avogari. Juste au-dessus est le château de Nonza sur la côte occidentale de la péninsule.
La fortification de Lavasina qui appartenait alors aux Avogari, n'est mentionnée dans aucun document antérieur au XIVe siècle. Le castello est implanté tout au sud du fief de Brando, sur une petite butte en limite de deux pièves, en position dominante sur la route principale toute proche. Le castello de Lavasina est limitrophe de la piève de Lota, au nord de la Plaine de la Marana, et ne semble pas avoir possédé de fortification. Lota est alors une zone tampon entre la terra des Avogari et celle des Bagnaia, avec juste la présence des ruines d'une fortification sommaires dans les hauteurs du cols de Bocca Pruna.
Cette nouvelle fortification était destinée à surveiller la marine, et donc les entrées et sorties de marchandises. Comme le castrum de Petrabugno, il contrôle un mouillage.
La forteresse était protégée par trois enceintes, dont une de 77 mètres au sud et à l'ouest de la tour carrée dont les côtés nord et est dominent une falaise. Au XVIe siècle seule la tour carrée est encore utilisée, nommée successivement Tour de Castellacciu, puis Casa di a Contessa vers 1595 sous le règne de Brigidine de Gentile, et enfin Tour de Lavasina. Elle n'est plus visible depuis le milieu du XXe siècle.

Elle avait été construite en pierre et chaux produites in situ, la lauze de la couverture provenant de carrière située à moins d'un kilomètre. Parlant de sa structure, Daniel Istria décrit : 

« Au château de Lavasina, on distingue dans la citerne au moins trois couches d'enduit. Le premier enduit est un mortier rose réalisé avec du sable fin et des fragments de terre cuite de petit module. Le deuxième, plus grossier, contient de gros fragments de terre cuite. Ces deux premiers enduits peuvent aller ensemble et être contemporains, mais nous n'en n'avons pas la certitude. Enfin, un troisième enduit n'est visible que par endroits. Il se distingue des précédents par sa couleur presque blanche et n'est peut-être que le résultat de restaurations - Daniel Istria. »

### Temps modernes
- Vers 1520 - La « communauté » de Brando de la seigneurie De Gentile avait pour lieux habités lo Poretto, Lavasina, lo Catello, Erbalunga. Elle faisait partie de la pieve de Brando qui comptait environ 1 500 habitants et avait pour lieux habités Pozzo, la Piana, Fisculatio, lo Poreto, Salicagia, la Grotta, li Fundali, lo Castello, lo Musoleo, Herbalunga[20].
- 1551 - Une expédition franco-turque menée par Sampiero Corso prend le contrôle de la Corse. La rivalité entre Alessendro Gentile, seigneur d'Erbalunga, rallié aux Génois, et les frères Altobello et Raffaele Gentile, seigneurs de Brando, partisans des Français, s'accentue. En 1556, le hameau de Purettu résiste à un assaut génois. À la fin de cette même année, les troupes franco-turques endommagent sérieusement la tour d'Erbalunga de 77 coups de canon. En représailles, les Génois attaquent, au début de 1557, le château de Castello. Le 8 avril de la même année, les Français prennent et détruisent le port d'Erbalunga, avec l'aide des hommes des seigneurs de Brando. Le 5 novembre, les Génois détruisent la tour de Purettu. En 1559, avec le traité de Cateau-Cambrésis, la Corse revient à Gênes. La paix revient peu à peu à Brando.
- 1625 - La république de Gênes restructure l'administration corse. Le pouvoir se centralise et les fiefs disparaissent. Erbalunga demeure un des ports les plus actifs de l'île.
- Après la révolte de 1729 et la consulte de Saint-Pancrate, la Corse déclare son indépendance. Cependant, le Cap Corse demeure la dernière terre pro-génoise et ne se rallie au mouvement paoliste qu'à partir des années 1760.
- 1764 - Les Génois incendient le village de Purettu, dans leur fuite face à Pascal Paoli. Ce dernier s'empare de Brando la même année. Après la défaite de ses troupes à Ponte-Novo le 8 mai 1769, Brando s’intègre rapidement dans le cadre de la monarchie française.
- 1768 - Passant sous administration militaire française, la pieve de Brando change de nom pour celui de pieve de Sagro.
- 1789 - La Corse fait partie du royaume de France. Avec la Révolution française, est créé en 1790 le département de Corse, puis en 1793, celui de El Golo (l'actuelle Haute-Corse). La commune portait le nom de Brando (An II). En 1801 on retrouve le même nom au Bulletin des lois.
- 1793 - La pieve de Sagro devient le canton de Sagro (chef-lieu Brando).
- 1810 - Le sémaphore de Sagro, poste de guet dans le dispositif de défense des côtes françaises, entre en activité. Il est armé par des guetteurs sémaphoriques de la Marine nationale.
- 1828 - Le canton de Sagro devient le canton de Brando.

Peu à peu, le port d'Erbalunga périclite. Le commerce maritime y est de moins en moins florissant, notamment après l’apparition de la navigation à vapeur. L'agriculture demeure encore très active sur la commune au début du XIXe siècle jusqu'à l'anéantissement de la vigne par le phylloxéra. La récession économique, doublée d'une forte poussée démographique, entraîne une forte émigration vers le continent et l’empire français ainsi que vers l’Amérique du Sud (essentiellement Porto Rico et Venezuela).

### Époque contemporaine
- En 1954 - Le canton est formé avec les communes de Brando, Pietracorbara et Sisco. En 1973 il devient le canton de Sagro-di-Santa-Giulia, Brando restant le chef-lieu[21].
- En 1976 s'ouvre la première route carrossable desservant le hameau de Mausoleu.

## Politique et administration

### Liste des maires
| Période                                  | Période  | Identité            | Étiquette | Qualité                                |
| ---------------------------------------- | -------- | ------------------- | --------- | -------------------------------------- |
| avant 1981                               | ?        | Augustin Luciani    |           |                                        |
| mars 2001                                | 2020     | Dominique Ricci     | LR        | Médecin                                |
| 2020                                     | En cours | Patrick Sanguinetti |           | Président de la Communauté de communes |
| Les données manquantes sont à compléter. |          |                     |           |                                        |

## Population et société

### Démographie
L'évolution du nombre d'habitants est connue à travers les recensements de la population effectués dans la commune depuis 1800. Pour les communes de moins de 10 000 habitants, une enquête de recensement portant sur toute la population est réalisée tous les cinq ans, les populations de référence des années intermédiaires étant quant à elles estimées par interpolation ou extrapolation. Pour la commune, le premier recensement exhaustif entrant dans le cadre du nouveau dispositif a été réalisé en 2006.

En 2022, la commune comptait 1 558 habitants, en évolution de −3,41 % par rapport à 2016 (Haute-Corse : +5,15 %, France hors Mayotte : +2,11 %).
| 1800 | 1806  | 1821 | 1831  | 1836  | 1841  | 1846  | 1851  | 1856  |
| ---- | ----- | ---- | ----- | ----- | ----- | ----- | ----- | ----- |
| 905  | 1 021 | 690  | 1 189 | 1 385 | 1 447 | 1 491 | 1 493 | 1 423 |

| 1861  | 1866  | 1872  | 1876  | 1881  | 1886  | 1891  | 1896  | 1901  |
| ----- | ----- | ----- | ----- | ----- | ----- | ----- | ----- | ----- |
| 1 541 | 1 762 | 1 616 | 1 610 | 1 625 | 1 734 | 1 659 | 1 680 | 1 826 |

| 1906  | 1911  | 1921  | 1926  | 1931  | 1936  | 1946  | 1954  | 1962 |
| ----- | ----- | ----- | ----- | ----- | ----- | ----- | ----- | ---- |
| 1 593 | 1 520 | 1 369 | 1 241 | 1 150 | 1 104 | 1 006 | 1 003 | 967  |

| 1968  | 1975  | 1982  | 1990  | 1999  | 2006  | 2011  | 2016  | 2021  |
| ----- | ----- | ----- | ----- | ----- | ----- | ----- | ----- | ----- |
| 1 066 | 1 157 | 1 353 | 1 334 | 1 527 | 1 542 | 1 654 | 1 613 | 1 580 |

| 2022  | - | - | - | - | - | - | - | - |
| ----- | - | - | - | - | - | - | - | - |
| 1 558 | - | - | - | - | - | - | - | - |

### Cultes
Les deux paroisses (Sant' Antone et San Martinu) relèvent du diocèse d'Ajaccio.

### Manifestations culturelles et festivités

#### Fêtes
La fête patronale a lieu le 2 juin, jour de Sant' Erasmu, patron des pêcheurs et saint patron de la commune.
- Le 5 août est fêtée Notre-Dame des Neiges.
- Le 24 août est fêtée la Saint Bartélemy au village de Pozzo.
- Le 8 septembre, une grande fête de la nativité se déroule à Notre-Dame-des-Grâces de Lavasina, haut lieu de pèlerinage. Les pèlerins arrivent quelquefois de très loin à pieds nus.
- Carnaval : le hameau de Purettu célèbre chaque année le carnaval.
- Fête de la Musique : au début d'août a lieu le festival de musique d'Erbalunga.
- Le Festival Les Nuits du Piano d'Erbalunga : fin juillet - début août, le festival « Les Nuits du Piano » est un festival international de piano qui se déroule dans le cadre du théâtre de verdure de la commune d'Erbalunga chaque année.

#### Semaine Sainte
La vie religieuse de Brando est d'abord marquée par les cérémonies de la Semaine Sainte célébrées principalement en l'église Saint-Érasme, à Erbalunga. Certains rites, d'origine antique, ont lieu les jeudi et vendredi Saints, comme la Cerca et la Granitula le soir du même jour, une procession d'église en église, longue de plus de 12 km.

### Sports

#### Randonnées
La commune de Brando attire aujourd'hui les touristes, moins par ses plages de galets que grâce à ses paysages de montagne. De nombreuses excursions sont possibles au-dessus des villages. Les départs pour le Monte Stello (1 306 m) se font généralement de Funtàna Santa Catarina à Pozzo ou Silgagia. Parmi les buts de randonnées, on peut citer le col Sainte-Marie-de-l'Assomption (1 097 m) sur la ligne de crête, la cascade de Traghjettu, près de Castello, ou les nombreuses grottes des environs de Mausoleo. La grotte de Marmoraggia (Marmuraghja), connue pour ses stalactites, est aujourd'hui fermée au public.

#### Autres
- Sites d'escalade : ils sont également mis en place autour de Cap Sagro (Capu Sacru), à (2 km) au nord d'Erbalunga.

## Économie
La vie agricole de la commune a très nettement déclinée au début du XXe siècle. Il ne reste plus que quelques cultures en terrasse, dont celle de l'olivier, et l'apiculture.
La commune est célèbre pour ses « pierres de Brando », qui servent au dallage et au pavage. Le site de Petre-Scrite,à Pozzu, comptent plusieurs carrières de cipolin dont certaines sont encore en activité. Au hameau de Pozzu, se trouvent également les carrières de Torre (lauzes) et de Sainte-Lucie.
Autrefois, l'industrie de la « glace à rafraîchir » faisait aussi recette. Les célèbres glacières de Brando étaient de petites constructions rondes de pierre sèche bâties dans la montagne. En hiver, on les remplissait de neige tassée et elles étaient ensuite hermétiquement isolées de la chaleur, si bien que la neige se changeait en glace. Cette glace était progressivement taillée en morceaux et descendue au fur et à mesure à Erbalunga pour y être vendue, durant l'été. Pour la conserver le temps de la vente, la glace était stockée dans une grotte au lieu-dit Marmuraghja.

## Culture locale et patrimoine

### Lieux et monuments
Brando a été à la fois le centre de la pieve homonyme et le fief des seigneurs Avogari avant que ceux-ci entrent en 1197 dans l'albergo Gentile et deviennent Avogari-Gentile. De par son riche passé historique, la commune compte de nombreux monuments remarquables dont beaucoup sont ruinés.
- Monument aux morts

#### Maison dite Ferdinandi
La maison Ferdinandi se situe au village médiéval de Pozzo. Elle est datée de la fin XVe siècle (1487). Elle aurait appartenu à Anton Padovano da Pozzo, ambassadeur auprès du roi de France, puis à la famille Ferdinandi.
Elle est remarquable par son architecture, particulièrement avec sa couverture à toit à double pan en lauzes, qui en fait un exemple rarissime d'architecture civile médiévale corse. Elle est classée Monuments historiques.

#### Palazzu Angeli
Le Palazzu Angeli est l’une des « Maisons d’Américains » qui jalonnent le paysage du Cap Corse et a été construit par les trois frères Angeli, qui revinrent vivre à Pozzo di Brando, après avoir fait fortune en Martinique dans la canne à sucre.

#### Tours génoises

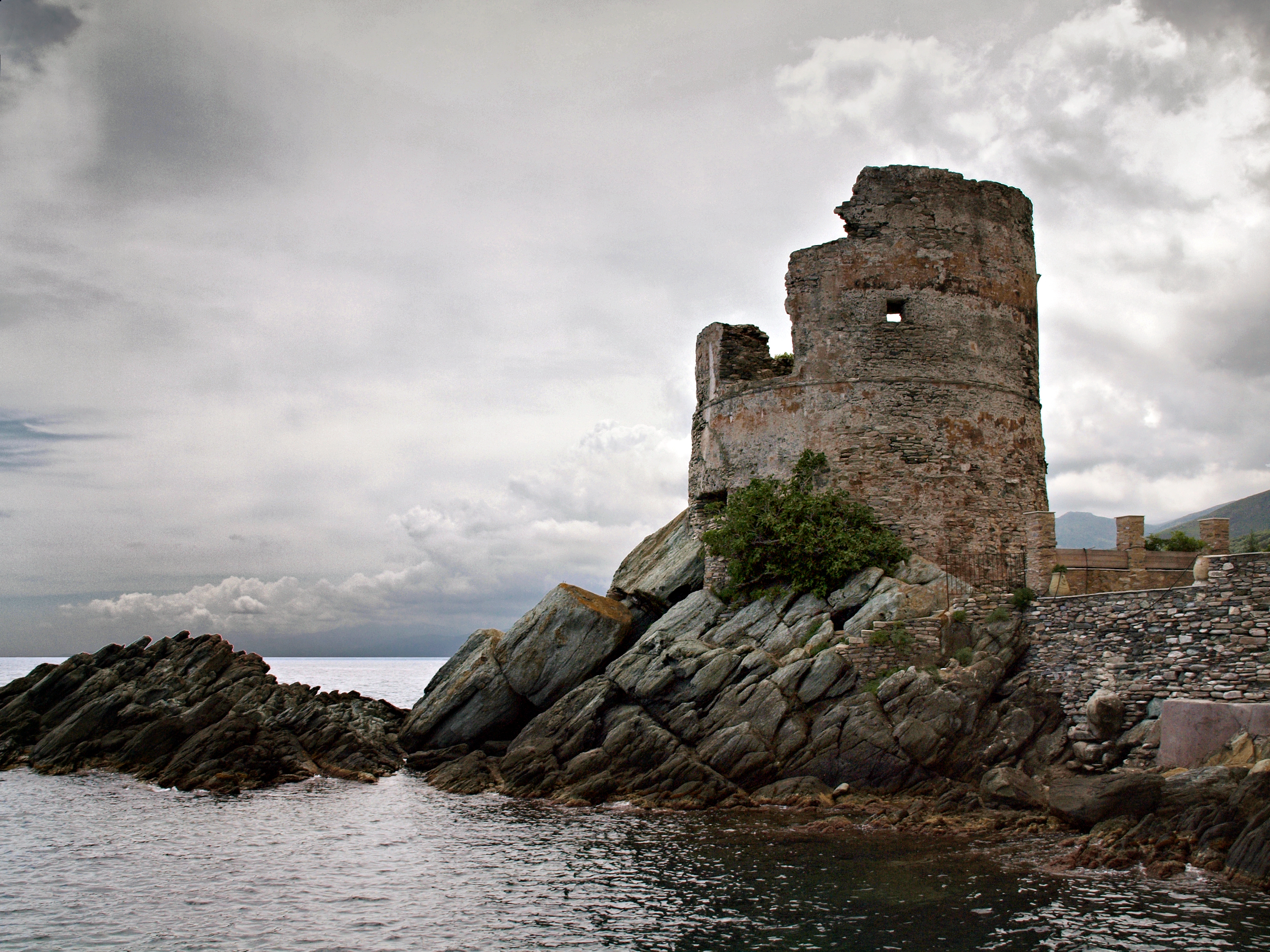
La tour génoise d'Erbalunga à Brando.

Brando possédait 4 tours génoises de guet, à Sagro, Poretto, Lavasina (La base servait de tombe pour les moines du couvent de Lavasina) et Erbalunga, toutes sont ruinées depuis longtemps. Il existe une autre fortification dominant le hameau de Lavasina, le chateau de Castelucciu.

##### Tour d'Erbalunga
C'est une Tour génoise du XVIe siècle, en grande partie détruite. Elle est située sur une pointe rocheuse à coté de l'entrée sud du petit port d'Erbalunga. Elle est inscrite par arrêté du 24 janvier 1995 Monuments historiques.

##### Tour de Sacro

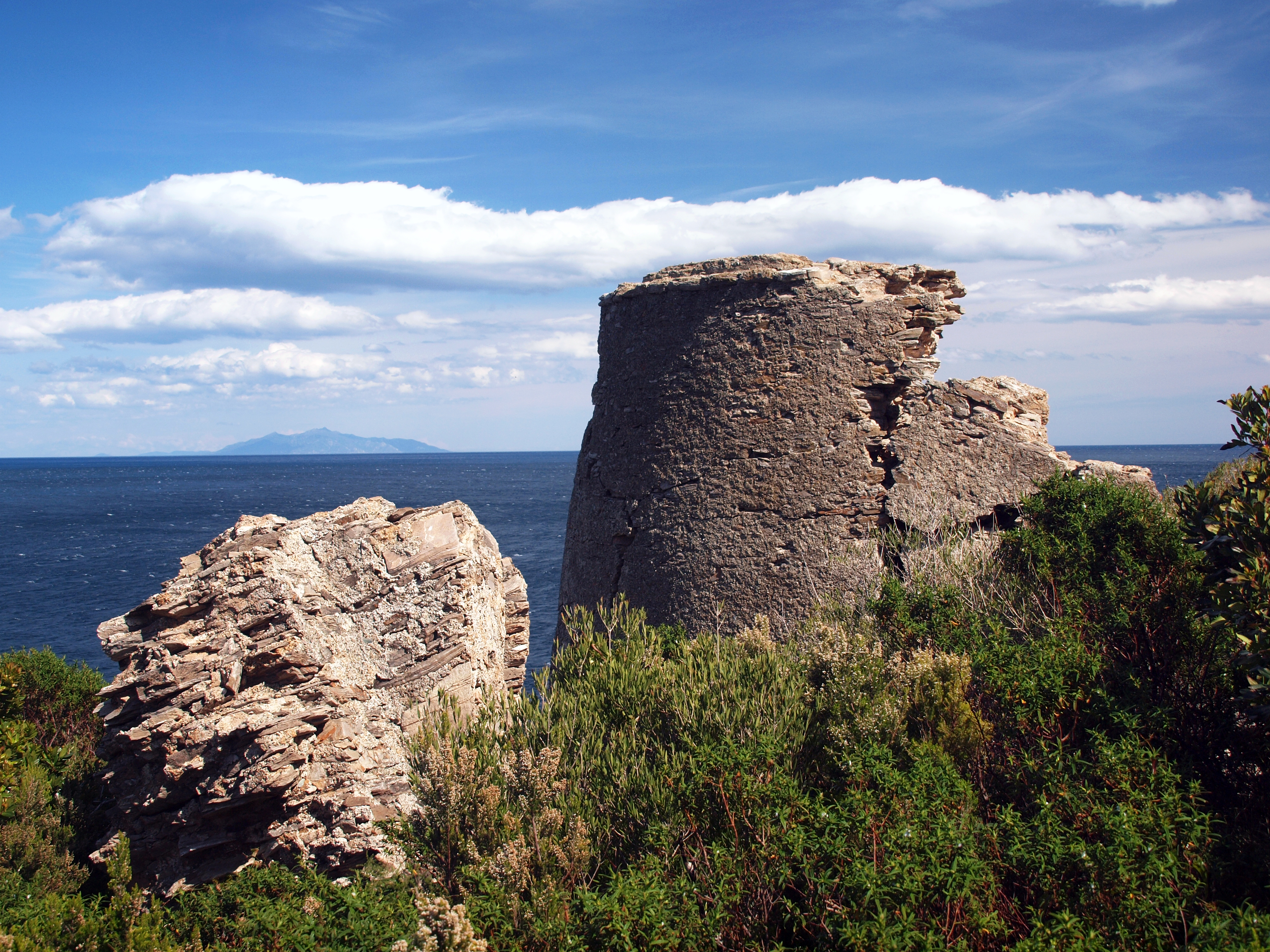
La Tour de Sacro. A l'horizon l'Ile d'Elbe

Cette tour implantée à l'extrémité du Capu Sagru sous le sémaphore du même nom, faisait partie du dispositif mis en place dès le XVe siècle par les Génois pour lutter contre les invasions barbaresques. Les tours étaient élevées au frais des pievi ou des communautés. Elle est ruinée. Seule subsiste une partie de sa base, fissurée. De gros éléments de l'étage supérieur tombés jonchent le sol autour de l'édifice.

#### Jardins et parcs

##### Ancien jardin botanique de la propriété Valéry
Aujourd'hui détruit, il se situait au bord de la RD 80 à Erbalunga. Il est devenu une propriété privée.
Ce jardin a fait l'objet d'une étude de pré-inventaire au titre des jardins remarquables, en 1996. Il est repris à l'Inventaire général du patrimoine culturel (documentation préalable).

##### Jardin et parc de la villa Mouthon
La propriété se situe au lieu-dit « Voltojo ». Ses jardins et son parc ont fait l'objet d'une étude de pré-inventaire au titre des jardins remarquables, en 1996 et sont repris à l'Inventaire général du patrimoine culturel (documentation préalable).

##### Jardin d'agrément du couvent des Bénédictines
Ce jardin du XIXe siècle (?) est celui du Monastère des Bénédictines d'Erbalunga XIXe siècle situé dans le quartier de Cintolinu.
Il a fait l'objet d'une étude de pré-inventaire au titre des jardins remarquables, en 1996. Il est repris à l'Inventaire général du patrimoine culturel (documentation préalable).

##### Parc de la grotte
À l'Ouest de Marmoraggia, se situe la "Grotte de Brando", ancienne propriété Ferdinandi. Elle est maintenant fermée en raison de dommages causés aux stalactites, par des visiteurs. Elle est dénommée « Glacière de Brando ».
Le parc de la grotte a fait l'objet d'une étude de pré-inventaire au titre des jardins remarquables, en 1996. Il est repris à l'Inventaire général du patrimoine culturel (documentation préalable).

#### Carrières de cipolin
Les carrières de cipolin dites carrières de Brando et usine de fabrication de matériaux de construction sont situées aux lieux-dits Petre Scritte, Saint Joseph et Marmoraggia. Elles sont dénommées « Les Carrières de Brando », avec une usine de fabrication de matériaux de construction. Taille et préparations des pièces. Leur exploitation est très ancienne ; elles ont alimenté entre autres, le chantier de la cathédrale de Mariana au début du XIIe siècle. Par ses qualités et ses variétés de vert méditerranéen, de bleu du Cap et braisé, le cipolin de Brando est toujours exploité en carrières à ciel ouvert.
Elles sont reprises à l'Inventaire général du patrimoine culturel (documentation préalable) après enquête en 2004.

#### Patrimoine religieux
Brando possède plusieurs édifices religieux ; trois sont protégés, groupés au lieu-dit « Parocchia » (paroisse) au sud-est de Castello :

##### ChapelleSanta Maria delle Nevi
Santa Maria delle Nevi (ou encore Santa Maria di e Nevi) est l'ancienne piévanie de Brando, bâtie au VIe siècle, reconstruite au Xe siècle. Elle a été remaniée en 1378, sa nef allongée. Elle est ornée de linteaux gravés.
C'est une église préromane du IXe siècle, de plan simple, constituée d'une nef unique prolongée d'une abside semi-circulaire. Comme dans la grande majorité, la nef est orientée sur un axe est/ouest, l'abside à l'est, et la porte principale située sur la façade occidentale. Elle préfigure par ses proportions et son aspect général, les édifices romans pisans qui seront édifiés un peu plus tard sur l'île. Ses façades sont sobres et austères, totalement dépourvues d'ornementation et de décor.
La façade orientale comporte une abside voûtée en cul de four. L'église surmonté d'un petit clocher, et l'abside sont recouvertes de teghje en schiste de Brando. Les murs sont également appareillés avec ce matériau, les blocs taillés d'une relative régularité.
Le portail sur la façade occidentale, est formé d'une simple porte surmontée d'un linteau monolithe comportant le tracé en plein cintre d'une moulure délimitant un tympan nu, avec au-dessus des motifs gravés.
La façade latérale nord comporte une porte.
À l'intérieur, la lumière est donnée seulement par la fenêtre-meurtrière de l'abside et par la petite ouverture en forme de croix grecque percée dans la partie supérieure de la façade.
La charpente de l'église est donnée pour être d'origine médiévale. Son décor de chevrons (charpente) rouges évoque le décor primitif des murs, antérieur aux fresques de 1386, et constitué aussi de motifs géométriques rouges.
La chapelle Notre-Dame-des-Neiges est classée Monument historique.
Son intérieur conserve :
- des peintures monumentales, fresques de figures de saints et de saintes classées MH[34].
- un retable du maître-autel, tableaux (panneaux peints) Vierge à l'Enfant entre saint Jean-Baptiste, sainte Catherine, saint Roch et un saint martyr classé MH[35].

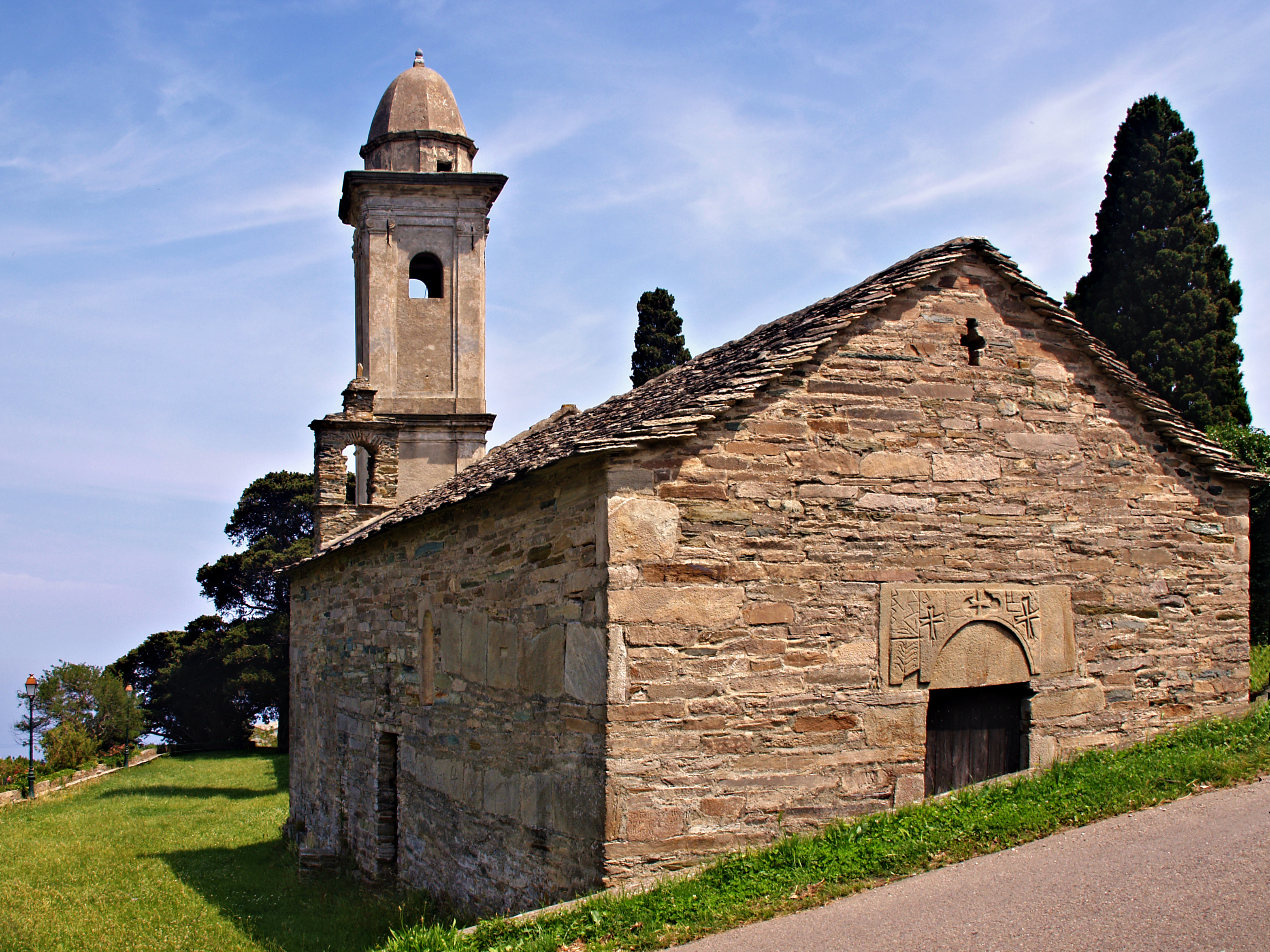
Façade Ouest et son clocher de la chapelle Santa Maria Assunta.
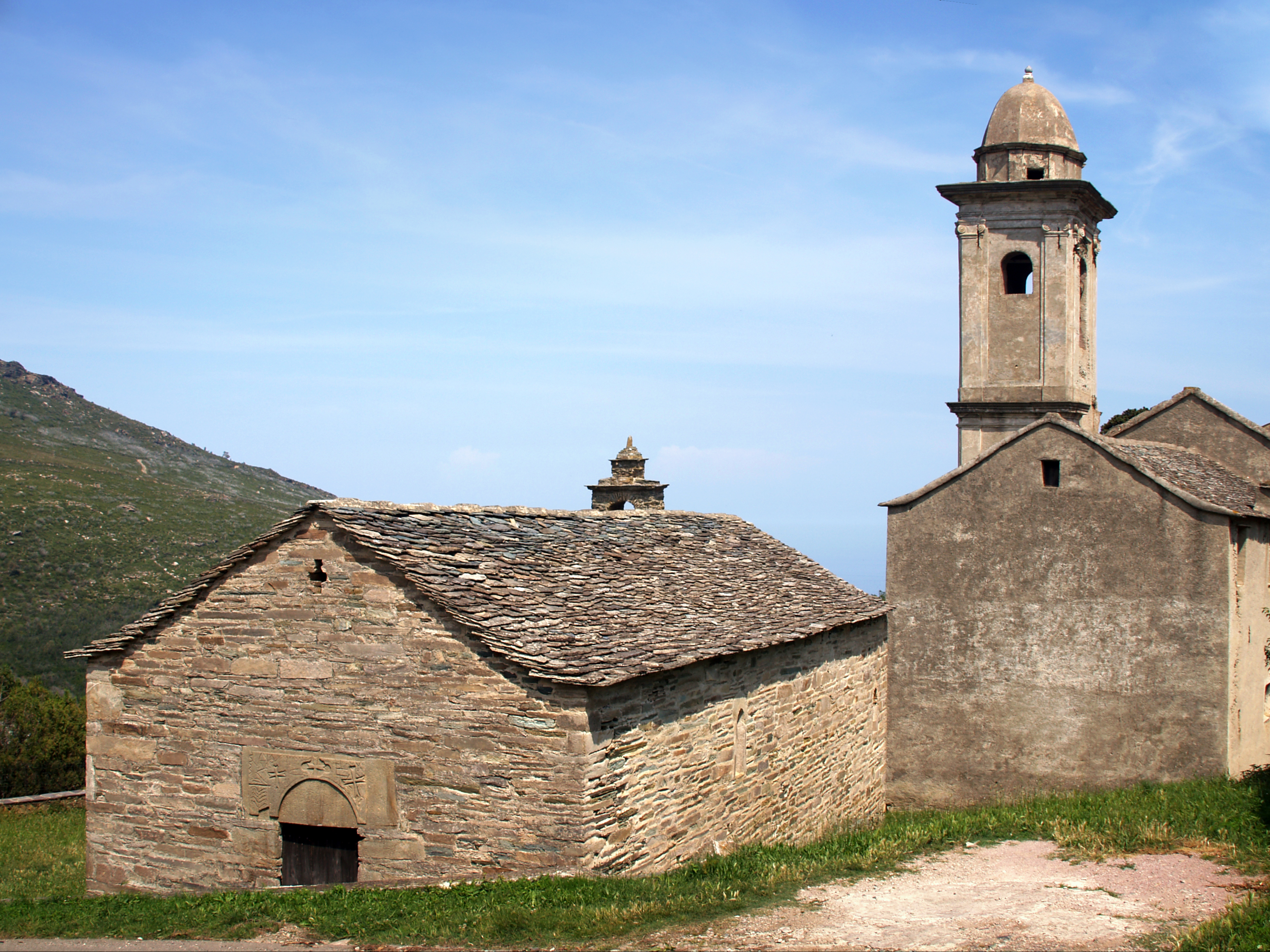
Chapelle Notre-Dame-des-Neiges et l'église Santa Maria Assunta.
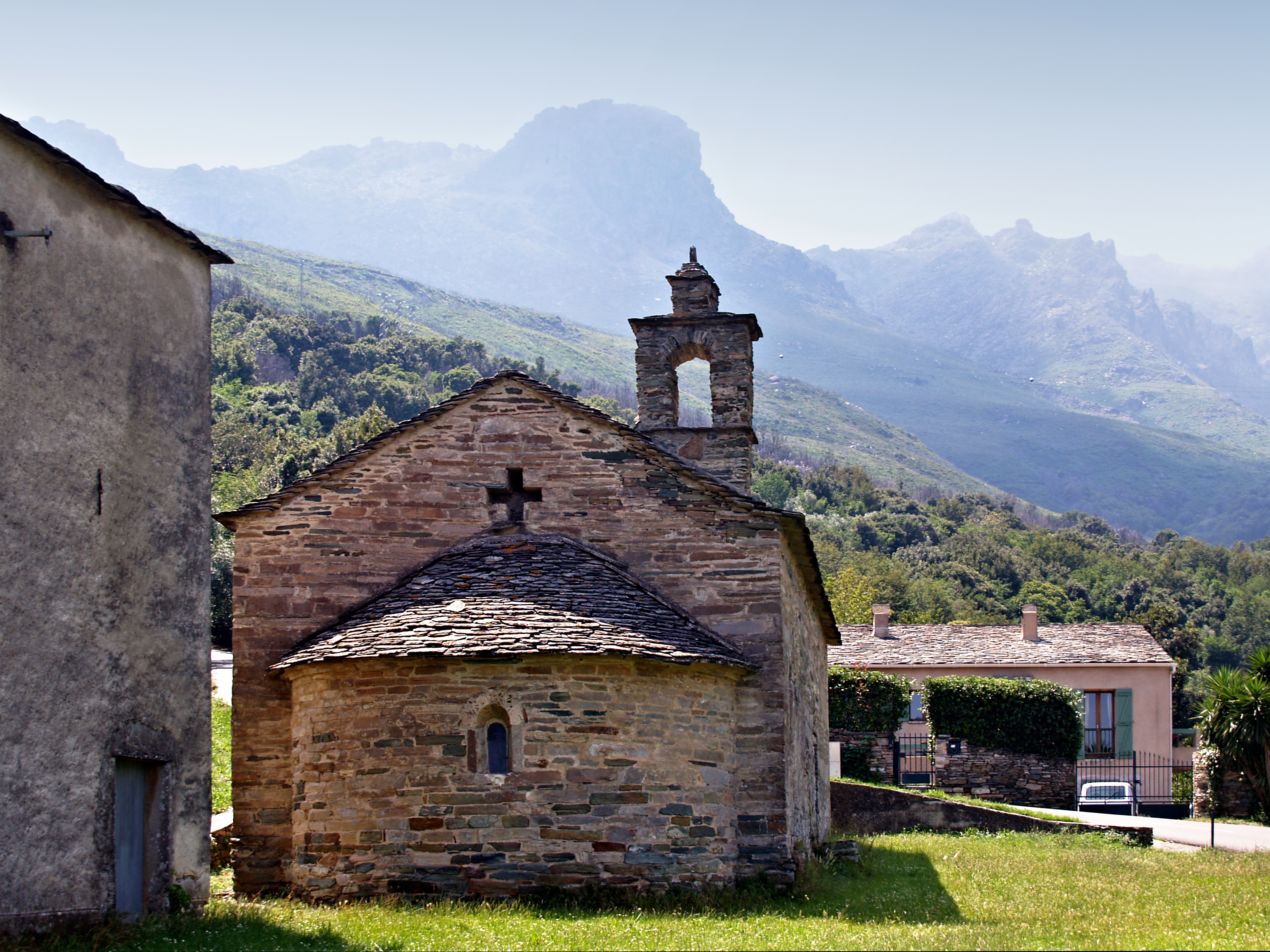
Façade Est la chapelle Santa Maria delle Nevi.
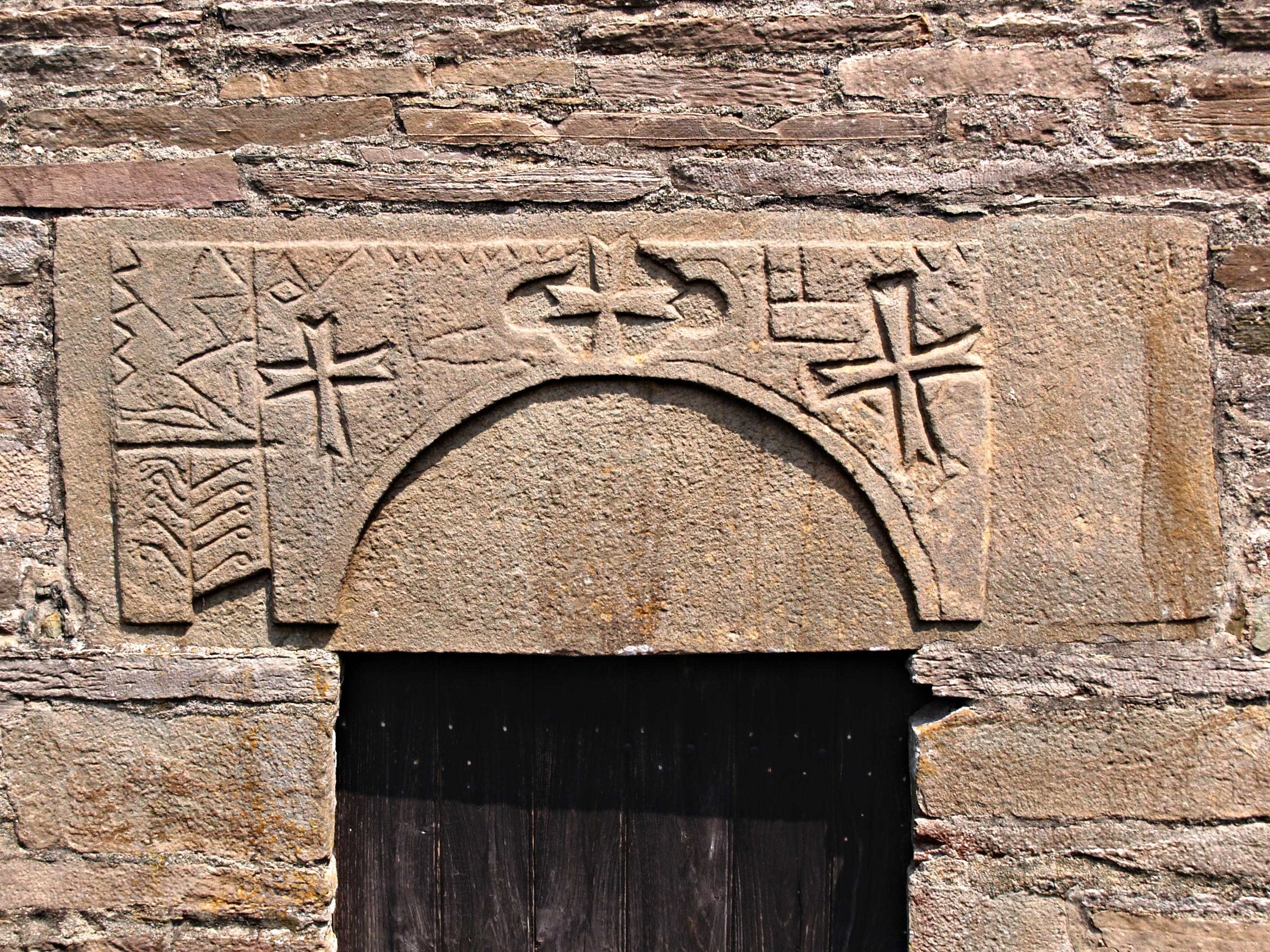
Linteau sculté au dessus de l'entrée de la chapelle Santa-Maria delle Nevi.

##### Chapelle Pisane attenant à l'église Santa Maria Assunta

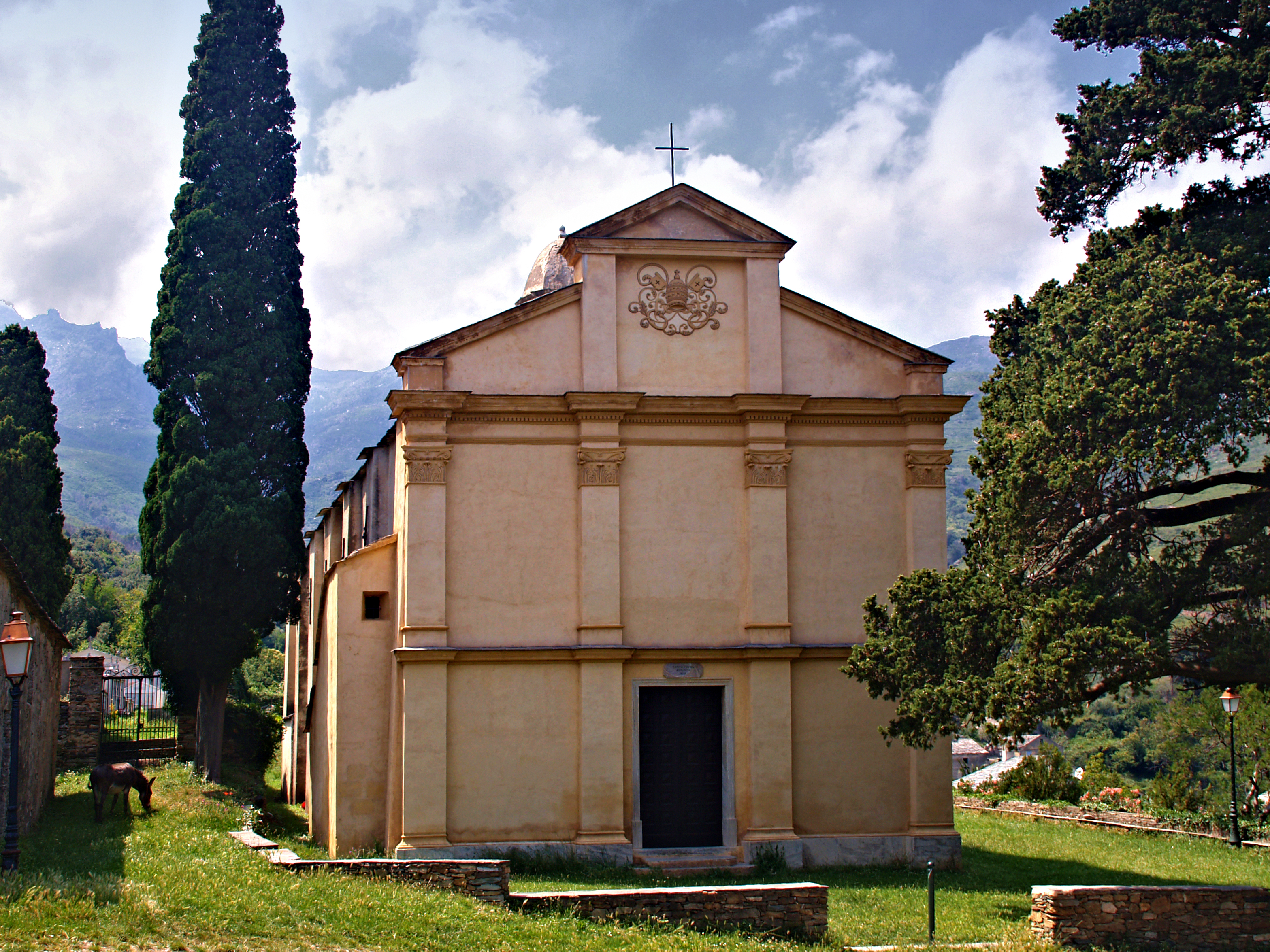
Eglise Santa Maria Assunta.

L'église Santa Maria Assunta fait partie des trois édifices religieux bâtis au lieu-dit « Parocchia » (paroisse ou encore pieve) au sud-est de Castello. Elle est l'église paroissiale de Brando, en remplacement de l'ancienne piévanie Santa Maria di e Neve.
Son fronton est orné des armoiries épiscopales. Le bas-relief présente les attributs épiscopaux, mitre, bannières frappées de la Croix dans de savants entrelacs végétaux.
Seule est classée MH la partie de mur située au sud de la nef de la chapelle supportant des fresques représentant une sainte Catherine et un christ monumental. Ces peintures monumentales sainte Catherine et le Christ datées du XIVe siècle sont également classées MH.

##### Chapelle de ConfrérieSanta Crocede Parocchia

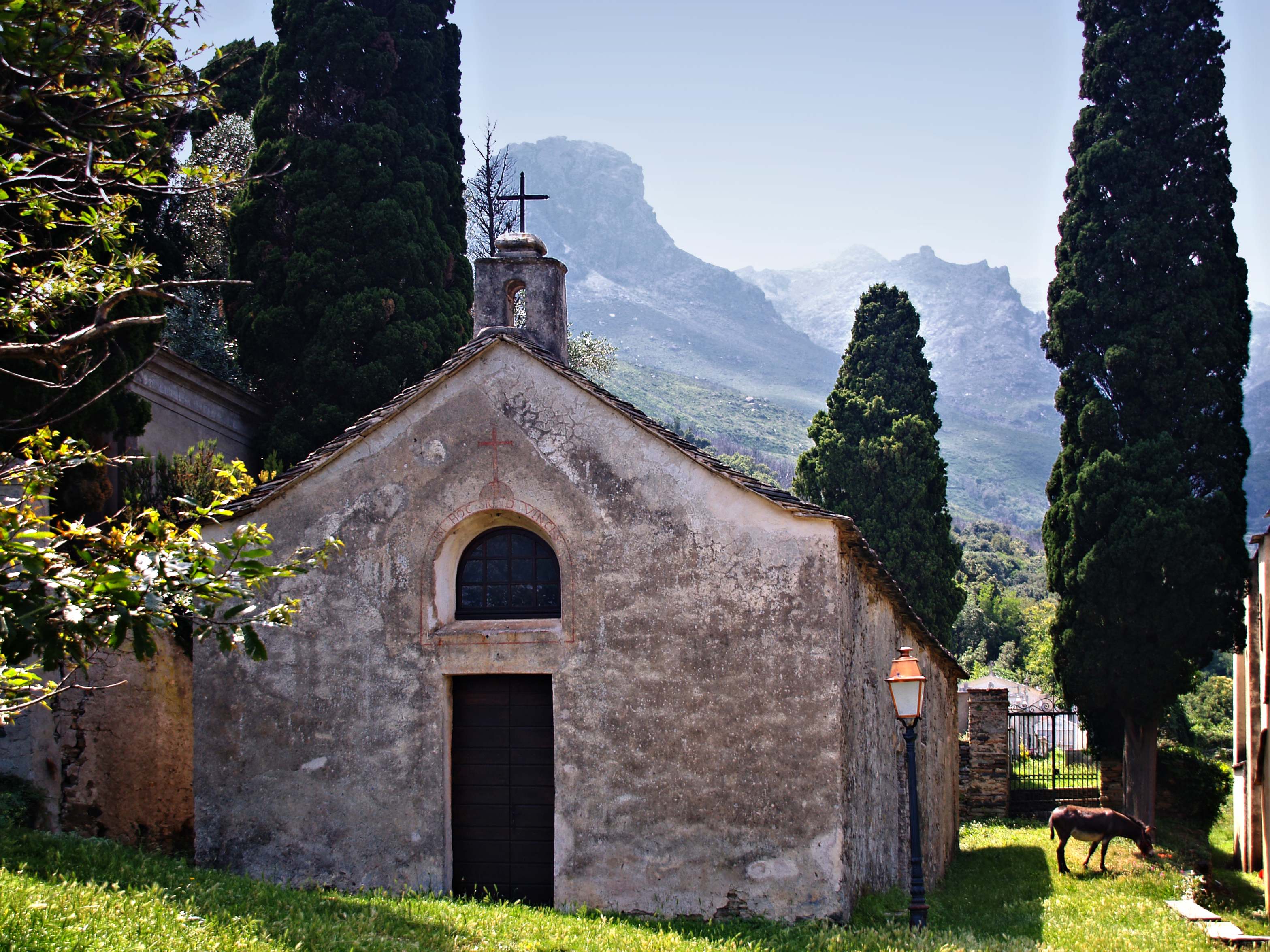
Chapelle de la Casazza Santa Croce

La Chapelle de confrérie (Casazza) Santa Croce (Sainte-Croix ) date sans doute de 1487. Elle fait partie de l'ensemble religieux de Parocchia, l'ancienne piévanie de Brando.

##### L'église paroissiale de l'Annunziata de Purettu
L'église de l'Annonciation est située à Purettu. L'église renferme un nombre important d'œuvres remarquables, classées MH :
- Un calice
- Un orgue de tribune
- Un buffet d'orgue et tribune d'orgue
- Une fontaine de sacristie
- Des fonts baptismaux et leur couvercle
- Deux meubles de sacristie
- Rangées de stalles du chœur
- Un maître-autel, et son tabernacle
- Un retable de Saint-Jacques, tableau Saint-Jacques
- Un retable du Rosaire, tableau L'institution du Rosaire
- Un tableau (panneau peint) Vierge à l'Enfant et son cadre
- Cinq tableaux : La Vierge de l'Immaculée Conception apparaissant à deux saints franciscains, Saint Pierre d'Alcantara en extase devant la Croix, Vierge à l'Enfant avec saint François et sainte Claire, Saint Antoine Abbé et saint Antoine Franciscain aux pieds de la Vierge, et L'Assomption de la Vierge avec son cadre.

##### ÉgliseSanta Maria Natività

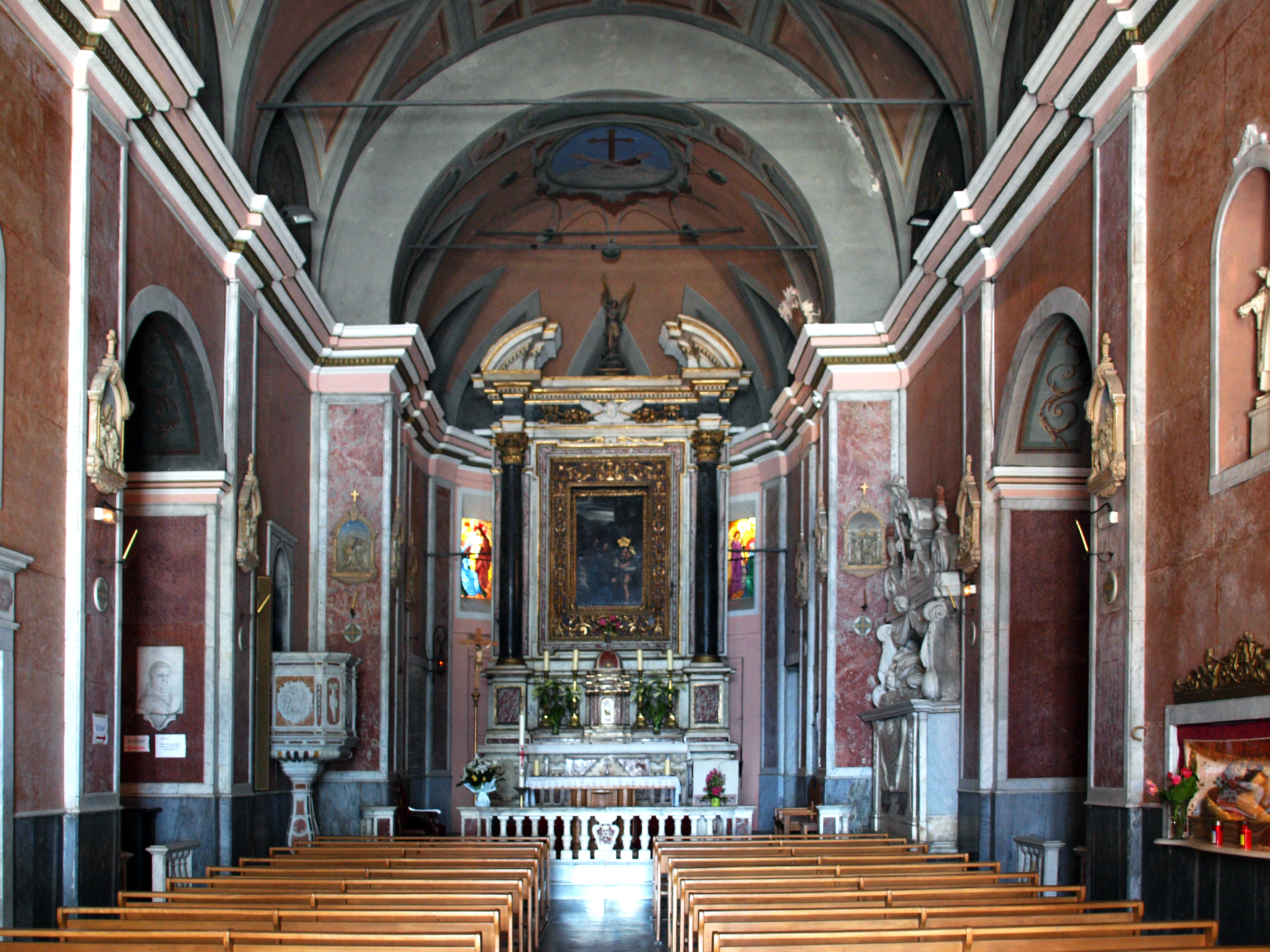
Intérieur de Santa Maria Natività.

L'église Santa Maria Natività de Lavasina est un sanctuaire, un important lieu de pèlerinage le 8 septembre, fête de la Nativité de la Vierge. La veille a lieu une procession aux flambeaux. Elle se dresse en bordure de route (RD 80) sur le littoral.
Elle recèle le monument funéraire d'Agostino Saluzzo, évêque d'Aléria et de Mariana. Ce Génois avait été nommé évêque d'Aléria en octobre 1714, et de Mariana en juin 1721, par le pape Clément XI. Daté de 1744, le monument a été élevé du vivant d'Augustino Saluzzo.
En 1675, à la suite d'un premier miracle, Carlo Fabrizio Giustiniani évêque de Mariana-Accia décida la construction d'une grande église à la place du petit sanctuaire.
En 1859, les franciscains sont appelés comme gardiens du sanctuaire. Un couvent fut bâti pour eux à côté de l'église.

##### ÉgliseSan Bartulumeude Pozzu

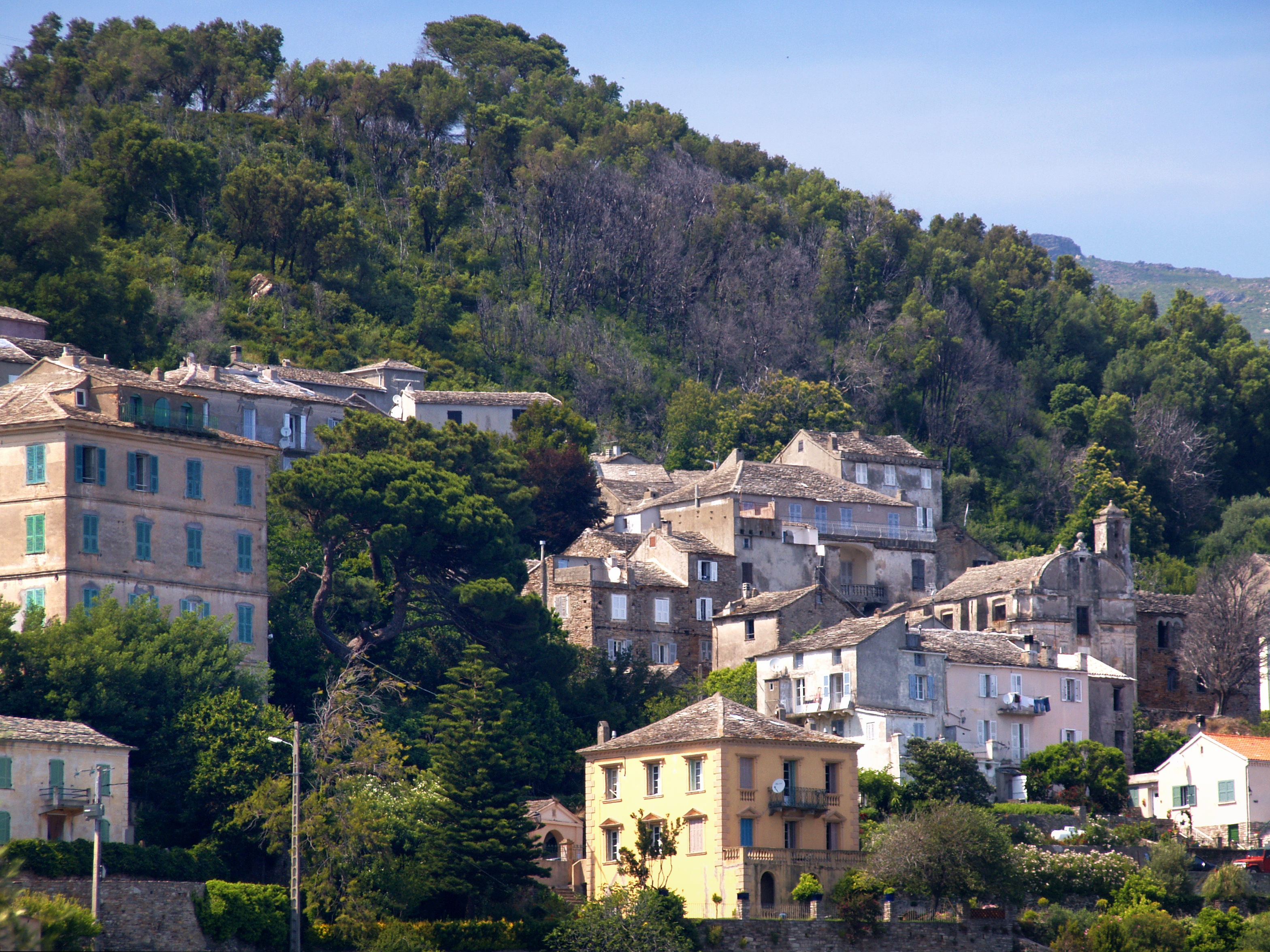
Vue de Pozzu et de la chapelle Saint-Jean-Baptiste.

L'église paroissiale San Bartulumeu (Saint-Barthélémy) se situe au nord-est du hameau de Pozzo. Elle est l'église du couvent San Bartulumeu fondé au XVIe siècle par des Capucins. Elle est l'actuelle paroisse de Pozzo et le siège de la confrérie San Bartulumeu qui, durant la semaine Sainte, confectionne divers objets en palmes.

##### Église paroissiale de Silgaghja
L'église se situe au cœur du village de Silgaghja. Non classée, elle renferme néanmoins deux œuvres classées MH :
- un calice du début XVIe siècle[40],
- un tableau La Sainte Famille daté du XVIIe siècle pouvant peut être exécutée d'après Raphaël[41].

##### Monastère des Bénédictines d'Erbalonga

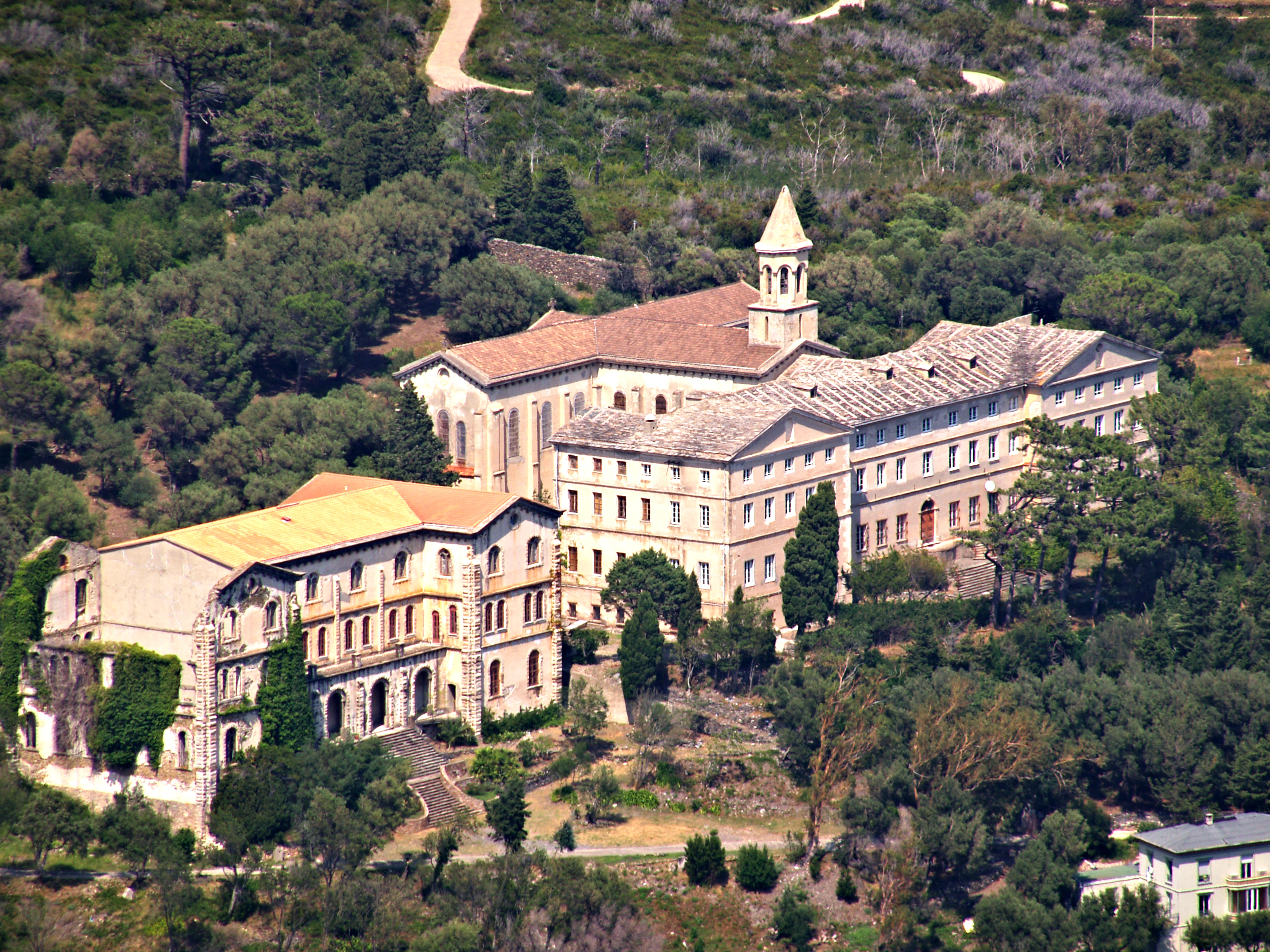
Monastère des Bénédictines.

Situé au quartier de Cintulino, proche du cimetière et de la chapelle Madonna di u Carmine au nord d'Erbalunga, le monastère a été fondé en 1862 par Toussaint Casanelli d'Istria évêque d'Ajaccio. L'église conventuelle construite de 1883 à 1887, est dédiée au Cœur Eucharistique de Jésus. C'était un pensionnat de jeunes filles de 1899 à 1963.
Le monastère est intégré à l'institut des Bénédictines du Saint Sacrement en 1951.

##### Autres patrimoines religieux
- Chapelle de confrérie Sainte-Croix de Poretto. Cette chapelle de confrérie (Casazza Santa Croce) est voisine de l'église paroissiale de l'Annunziata à Poretto.
- Chapelle privée San Giovanni Battista au village médiéval de Pozzo.
- Chapelle San Ghiseppu à Pozzo, sous la carrière de Torre.
- Ancien couvent Saint-François (San Francesco) au hameau de Pozzachi, à l'ouest de Mausoleo. Il avait été fondé en 1474 par les seigneurs de Brando qui y avaient leurs tombeaux.
- Chapelle Santa Catarina au village de Mausoleu.
- Chapelle Madonna di U Carmine (Notre-Dame des Carmes), près du cimetière entre Erbalunga et Mausoleo.
- Chapelle Santa Maria en ruine situé au col du même nom  (une croix en fer posée en 2015 la signale).

### Patrimoine naturel
Brando est concernée par un biotope protégé et par deux ZNIEFF :

#### ZNIEFF

##### Chênaies vertes du Cap Corse
C'est la ZNIEFF 940004078 (2e génération) qui concerne les chênaies vertes s'étendant sur 15 communes du Cap Corse. Sur la commune de Brando, entre les hameaux de Poretto, Pozzo, Mausoleo et Erbalunga, la chênaie verte s'étend sur une très faible superficie. Elle est accompagnée de chênes lièges. Elle se trouve encadrée par les routes D 54 au nord, à l'ouest et au sud, et la D 80 à l'est. Dominée au sud-ouest par les crêtes de la Cima di Muracellu (1 072 mètres), le relief littoral de la zone est plus doux. Il faut noter la présence de deux carrières dans ce secteur.

##### Crêtes asylvatiques du Cap Corse
La ZNIEFF 940004076 (2e génération) concerne les Crêtes asylvatiques du Cap Corse. Elle englobe la quasi-totalité de la crête centrale du Cap Corse qui touche 20 communes du Cap Corse. La zone comporte de nombreuses espèces de la faune et de la flore classées comme déterminantes.

### Personnalités liées à la commune
- Pierre Bach (1906-1971), peintre paysagiste, né à Toul (Meurthe-et-Moselle), s'installe en 1930 à la Marine d'Erbalunga.
- Jean-Baptiste Ferdinandi (né à Pozzu di Brando v.1730). Professeur de rhétorique à l’Université de Corte (1765).
- Toussaint Ferdinandi (Pozzu di Brando 1742-1818). Général de brigade du Génie en 1808 à Naples).
- Dominique-César Franceschetti (Brando 1776 - U Viscuvatu, 1835). Lieutenant général à la Légion corse de Naples. En 1815, lui et son beau-père Ceccaldi, maire de Viscuvatu, recevaient Murat qui, partant d’Ajaccio, devait tenter de reconquérir son royaume de Naples.
- Vincent de Moro-Giafferi (1878-1956), célèbre avocat, était originaire de Brando ;
- Giacomo Semidei (prêtre) (Brando 1698-1736). Docteur en philosophie et théologie. Auteur de Compendio della Storia degli eresiarchi e descrizione del regno di Corsica (1737).
- Joseph Valery (Brando 1826 - Florence 1879). Fonde la Compagnie Maritime Valery frères et fils en 1840. Comte romain. Président de la Chambre de Commerce de Bastia en 1859. Sénateur en 1875.
- La branche paternelle de l'écrivain Paul Valéry est originaire de Brando.

## Héraldique
| Blason de Brando (Haute-Corse) | Blason  | D'azur à la tour donjonnée d'argent, ouverte, ajourée et maçonnée de sable, posée sur un tertre de sinople; au chef de cinq points d'or équipollés à quatre points d'azur. |
| Blason de Brando (Haute-Corse) | Détails | Le statut officiel du blason reste à déterminer. |